# Homer Davenport
Vous lisez un « article de qualité » labellisé en 2018.
Pour les articles homonymes, voir Davenport.
Homer Calvin Davenport est un caricaturiste, écrivain et éleveur de chevaux américain, né le 8 mars 1867 à Silverton (Oregon) et mort le 2 mai 1912 à New York.
Bien que n'ayant aucune formation en dessin, Davenport devient l'un des caricaturistes politiques les mieux payés au monde, s'attaquant aux figures majeures du Gilded Age et de l'ère progressiste, en particulier le grand patron d'industrie et homme politique Marcus Hanna. Il est également l'un des premiers éleveurs de chevaux arabes aux États-Unis et fait partie des fondateurs de l'Arabian Horse Association.
Après avoir exercé divers emplois, il se consacre au métier de caricaturiste en travaillant pour plusieurs journaux de la côte ouest, dont The San Francisco Examiner qui appartient au magnat de la presse William Randolph Hearst. Transféré ensuite à New York, il travaille avec l'une des plus prestigieuses équipes de journalistes de l'époque à l'emploi d'un seul journal. Collaborateur du chroniqueur Alfred Henry Lewis, il dessine de nombreuses caricatures qui ciblent particulièrement le candidat républicain à l'élection présidentielle américaine de 1896, l'ancien gouverneur de l'Ohio William McKinley. Il continue ses satires durant l'élection présidentielle américaine de 1900, qui voit McKinley obtenir un nouveau mandat. En 1904, il s'éloigne de Hearst et travaille pour un journal républicain, le New York Evening Mail, dans lequel il publie quelques caricatures louant les mérites de Theodore Roosevelt, stimulant ainsi sa campagne électorale. En 1906, le président témoigne sa gratitude envers Davenport en lui délivrant un aval diplomatique qui lui permet de voyager au Moyen-Orient, afin d'acheter des chevaux arabes. En s'associant avec le millionnaire Peter Bradley, il côtoie durant ce voyage le peuple `Anizzah de Syrie et prête un serment de fraternité avec le chef bédouin qui lui sert de guide. Les 27 chevaux que Davenport ramène aux États-Unis auront un impact profond et durable sur l'élevage de chevaux arabes.
Les dernières années de l'existence d'Homer Davenport sont marquées par une baisse du succès de ses caricatures et une vie personnelle troublée. Après l'échec de son mariage, il consacre beaucoup de temps à ses activités d'élevage, voyage beaucoup et donne quelques conférences. Il aime les animaux et la vie de campagne ; en plus des chevaux, il élève des volailles et autres animaux domestiques. Il meurt en 1912 d'une pneumonie, qu'il avait contractée après s'être rendu sur les docks de New York afin de couvrir l'arrivée des survivants du naufrage du Titanic.

## Enfance et famille

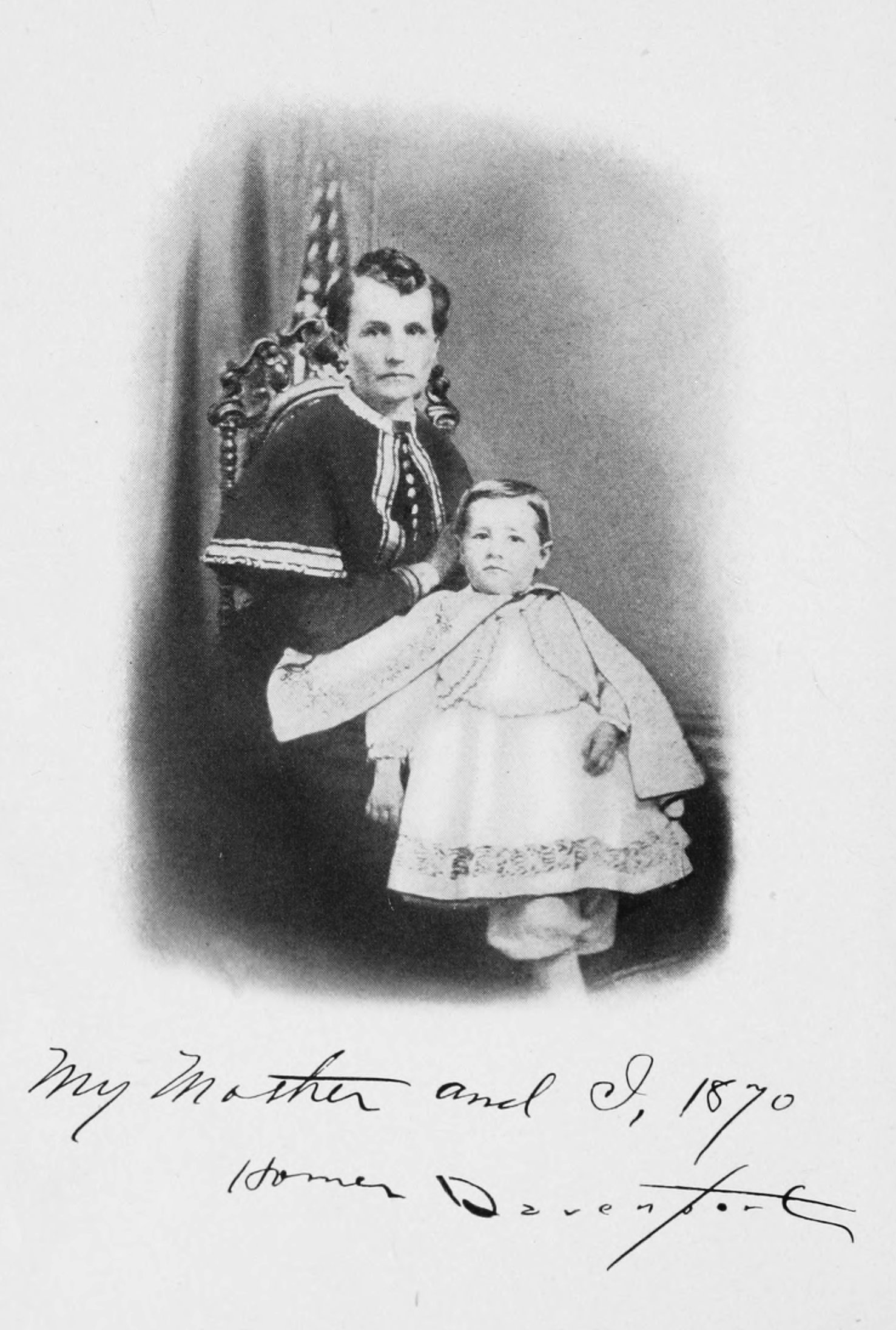
Florinda Davenport et son fils Homer, en 1870.

Homer Davenport naît en 1867 à Silverton, dans le comté de Marion en Oregon. Ses parents s'appellent Timothy Woodbridge et Florinda Willard Davenport. Sa famille a des profondes racines progressistes. Son grand-père Benjamin, qui est médecin et abolitionniste, possède une maison dans l'Ohio et l'utilise comme point de ravitaillement pour les esclaves parcourant le chemin de fer clandestin. Les parents de Davenport, qui se marient en 1854, perdent deux de leurs enfants en bas âge, mais Homer et sa sœur aînée, Orla, survivent jusqu'à l'âge adulte. Son père Timothy suit une formation en médecine, mais devient finalement arpenteur puis écrivain, surnommé The Sage of Silverton (« le sage de Silverstone ») par ses lecteurs. Il devient agent du bureau des affaires indiennes en 1862, arpenteur du comté de Marion en 1864, et plus tard, agent foncier. Il est parmi les fondateurs du parti républicain de l'Oregon et assure la fonction de représentant du même état de 1868 à 1872. Il devient également sénateur en 1882. Il se présente sans succès à la Chambre des représentants des États-Unis sur la liste du parti indépendant en 1874,.
La mère de Davenport apprécie les caricatures politiques de Thomas Nast qui paraissent dans Harper's Weekly. Alors qu'elle est enceinte d'Homer, elle voit dans une sorte de « prophétie » que son enfant deviendra un caricaturiste aussi célèbre que Nast. Elle commence dès lors à suivre à la lettre les recommandations de Russell Trall dans son essai How To Born [sic] A Genius (« Comment engendrer un génie »), en adaptant un régime alimentaire et un comportement spécifiques durant sa grossesse. Elle meurt de la variole en 1870, alors qu'Homer a tout juste trois ans. Sur son lit de mort, elle demande à son mari de donner à son fils « toutes les chances » de devenir caricaturiste,.

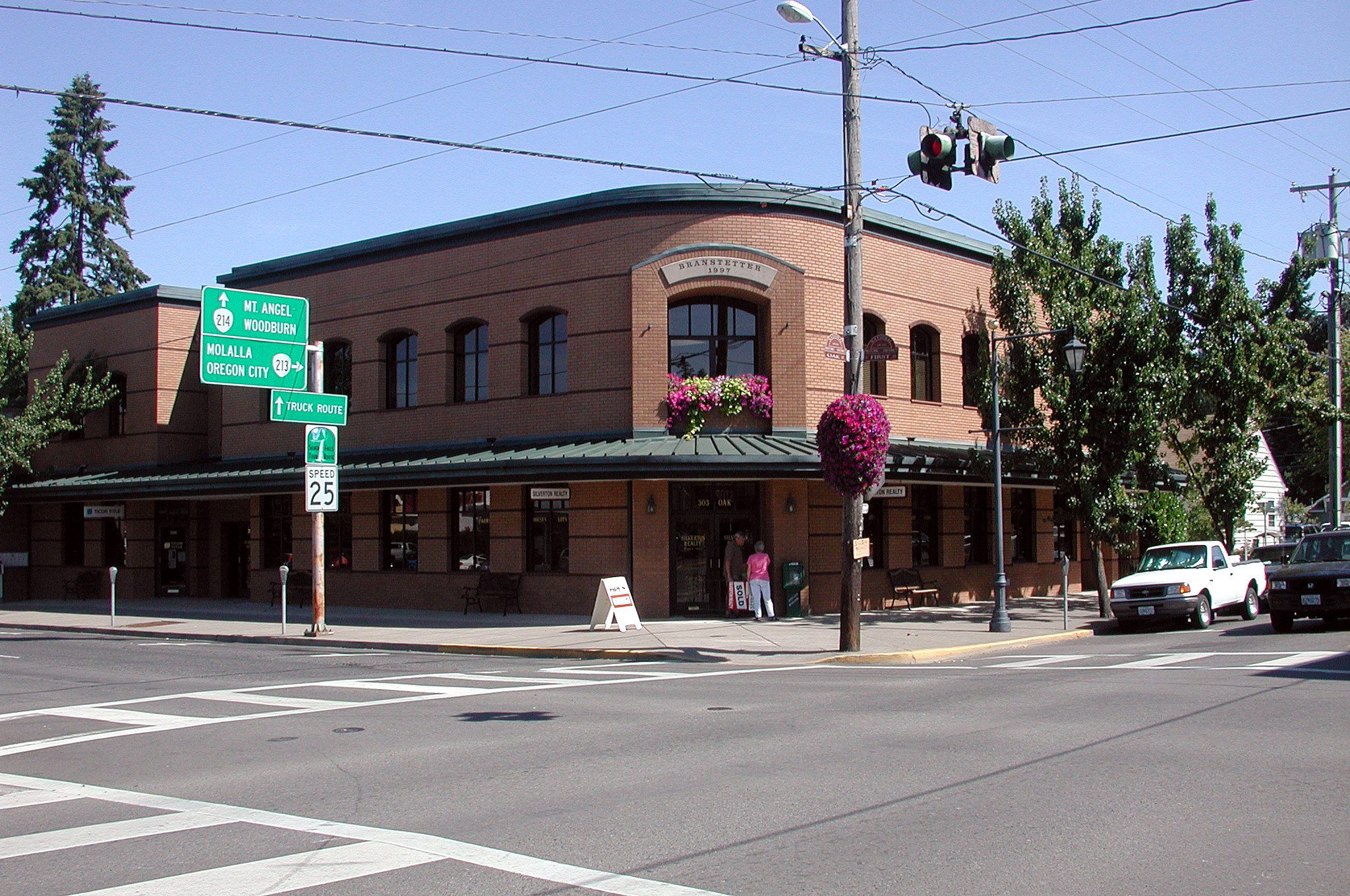
La petite ville de Silverton.

À cause de l'épidémie de variole qui a tué Florinda, Homer et sa famille sont mis en quarantaine par les autorités ; ils sont confinés à l'intérieur de leur maison durant l'hiver 1870-1871. C'est pendant cette période que Timothy commence à raconter à son fils Homer des histoires sur les Bédouins et leurs chevaux. Peu de temps après, à l'âge de trois ans et neuf mois, Homer utilise ses peintures, qu'il a reçues à Noël, pour dessiner ce qu'il appelle des « chevaux arabes ». Il apprend dès lors à monter Old John, le cheval de la famille. Après la mort de sa mère, ce sont les deux grands-mères de Davenport qui s'occupent de son éducation. Son père se remarie en 1872 avec Elizabeth « Nancy » Gilmour Wisner et, en 1873, la famille s'installe à Silverton, une ville de 300 habitants qui se situe à environ 64 kilomètres au sud de Portland. Le caricaturiste raconte plus tard que cette nouvelle vie lui a permis de « vivre dans le quartier latin de ce village afin d'absorber toute l'atmosphère artistique qui s'en dégage ».

## Jeunesse et études

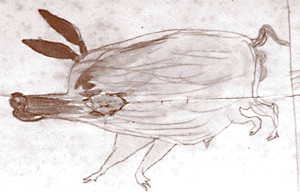
Caricature d'un porc par Davenport.

Au début de sa jeunesse, Davenport travaille dans le magasin et la petite ferme de sa famille, où il se charge de traire les vaches,. Durant son temps libre, il apprend à jouer de la musique et, selon la volonté de sa mère, « étudie les visages afin de pouvoir les dessiner »,. Bien qu'apprécié de ses voisins, Homer est considéré par certains de son entourage comme un fainéant, car ils pensent que le métier de dessinateur n'est pas un travail fiable. C'est durant cette période que le jeune Davenport démontre un intérêt pour les animaux, en particulier les chevaux de course et les coqs de combat. Il écrit plus tard que sa fascination pour les chevaux arabes s'est éveillée durant son adolescence lorsqu'il a vu par hasard l'image d'un cheval de type arabe sur une grande boîte de liniment pour chevaux, qu'il nettoie et garde précieusement. Il considère même cet objet comme son « seul bien artistique » durant de nombreuses années. Il joue également avec l'orchestre local et effectue des tournées jusqu'à Portland.
Davenport ne rencontre guère de succès durant ses premières années actives. Il obtient son premier travail en dehors de Silverton vers la fin de son adolescence, en suivant un petit cirque de passage dans la ville, où il est engagé comme clown et s'occupe du petit troupeau de chevaux de la troupe, qu'il ne manque pas de dessiner. Cependant, il se décourage rapidement de son travail après qu'on lui a ordonné de brosser tout le corps d'un éléphant avec de l'huile de lin. Il quitte très vite la troupe et essaye de se reconvertir dans l'hippisme en devenant cavalier professionnel, bien que sa grande taille soit plutôt un handicap pour ce métier. Durant cette période d'« errance », Homer exerce également le métier de commis dans un magasin, pompier, mais aussi chauffeur sur le bateau à roues à aubes Multnomah.
En 1889, Davenport fréquente le San Francisco Art Institute, en Californie, où il est expulsé après un mois d'études à cause de ses caricatures ; il retourne toutefois dans l'établissement durant une brève période en 1892. Ensuite, il travaille — sans rémunération — au journal Portland Telegram qui accepte de publier plusieurs de ses caricatures. En 1890, il fréquente durant quelques mois l'Armstrong Business College.
Alors que son travail ne lui permet pas de revenir à Silverton, et cela, pour le reste de sa vie, Davenport n'oublie pas pour autant son Oregon natal. Il interdit en effet à ses parents de lui envoyer quoi que ce soit qui lui rappellerait la ville, de crainte de tomber dans une profonde mélancolie.

## Carrière de caricaturiste

### Débuts sur la côte ouest
Davenport obtient son premier vrai travail en tant que caricaturiste en 1889, lorsqu'il est engagé par le journal The Oregonian, basé à Portland. Déjà à l'époque, il se distingue par ses caricatures illustrant des événements historiques. Cependant, il est congédié en 1890 pour avoir mal dessiné un poêle pour une affiche publicitaire, le jeune artiste ayant des difficultés à dessiner les bâtiments et les appareils électroménagers,. Il travaille ensuite pour le Portland Sunday Mercury, puis voyage à la Nouvelle-Orléans pour assister à un combat de boxe entre Jack Dempsey, originaire de Portland, et Bob Fitzsimmons. À son retour en Oregon, il gagne sa vie en vendant des cartes postales illustrées de ses dessins,.

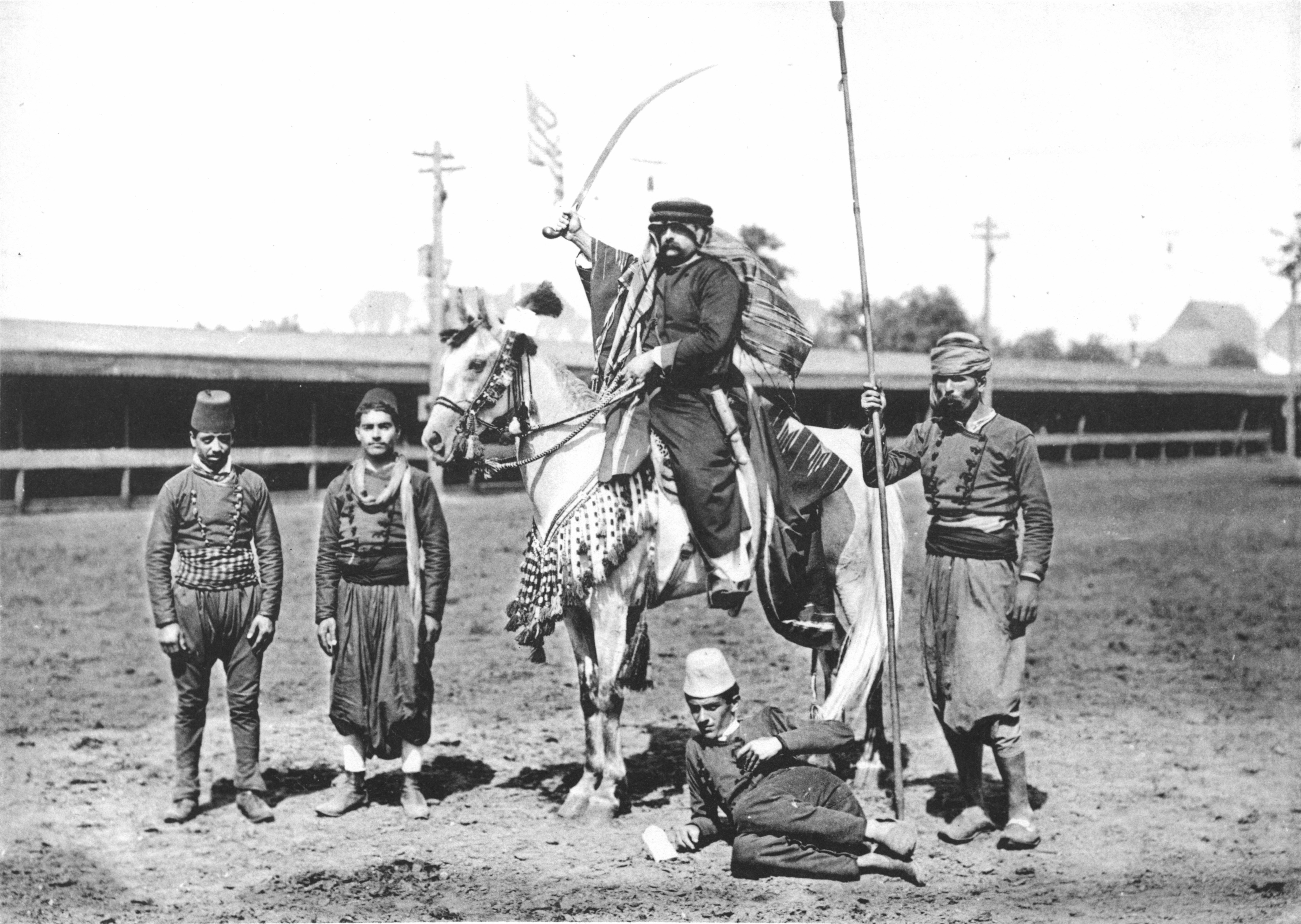
Un cheval arabe et quelques dresseurs durant l'Exposition universelle de 1893.

Le talent de Davenport attire l'attention de C. W. Smith, directeur général de l'Associated Press, qui est également cousin germain du père d'Homer. En 1891, Smith obtient pour le jeune caricaturiste un laissez-passer gratuit pour un train à destination de San Francisco et écrit une lettre de recommandation en faveur de Davenport au directeur commercial du San Francisco Examiner. Lorsqu'il arrive au siège du journal, le directeur commercial est très impressionné par les gribouillis que Davenport dessine dans la salle d'attente. Il obtient tout de suite un travail dans le journal, mais pas en tant que caricaturiste. Il est chargé d'illustrer les articles du journal avec ses dessins, car à l'époque, il est encore difficile et très compliqué d'incorporer directement des photographies dans les pages des journaux. Au bout d'un an passé à l'Examiner, il est congédié après avoir demandé une augmentation de son maigre salaire de 10 dollars par semaine.
En 1892, il obtient un travail au San Francisco Chronicle et se fait remarquer des lecteurs par sa capacité à bien dessiner les animaux,. Il démissionne en avril 1893 et part pour Chicago afin d'assister à l'Exposition universelle de 1893, d'autant plus que ses contacts lui permettent d'obtenir un poste au Chicago Herald. Cette fois, Davenport a pour tâche d'illustrer les courses de chevaux au Washington Park. Le Herald le renvoie pour avoir « tous les jours visité et dessiné les chevaux arabes exposés à l'Exposition universelle ». Il est plus probable que le motif de son renvoi est d'ordre financier, car la foire étant terminée, il n'y avait plus de travail. Davenport confirme cette hypothèse dans une entrevue de 1905,.
Il retourne à San Francisco et récupère son poste au Chronicle. Cette fois, il est autorisé à dessiner des caricatures de quelques personnalités politiques californiennes. Pendant cette période, William Randolph Hearst est le propriétaire du The San Francisco Examiner. Au début de sa carrière, Hearst suit de très près les caricatures de Davenport dans le Chronicle, si bien que lorsque le caricaturiste acquiert une certaine notoriété pour ses satires durant la campagne californienne de 1894, il décide de l'embaucher et lui propose plus du double de son ancien salaire. Plus tard, pour illustrer un article concernant le décès d'un cheval, Davenport, qui a vu l'animal l'année précédente, utilise uniquement ses souvenirs pour le dessiner (l'Examiner n'a aucune image de ce cheval dans ses archives). Impressionné, Hearst achète le dessin original. Davenport prend alors au sérieux son métier de caricaturiste politique et se rend à Sacramento, la capitale de l'État, afin d'observer le processus législatif.

### Transfert auNew York Journal

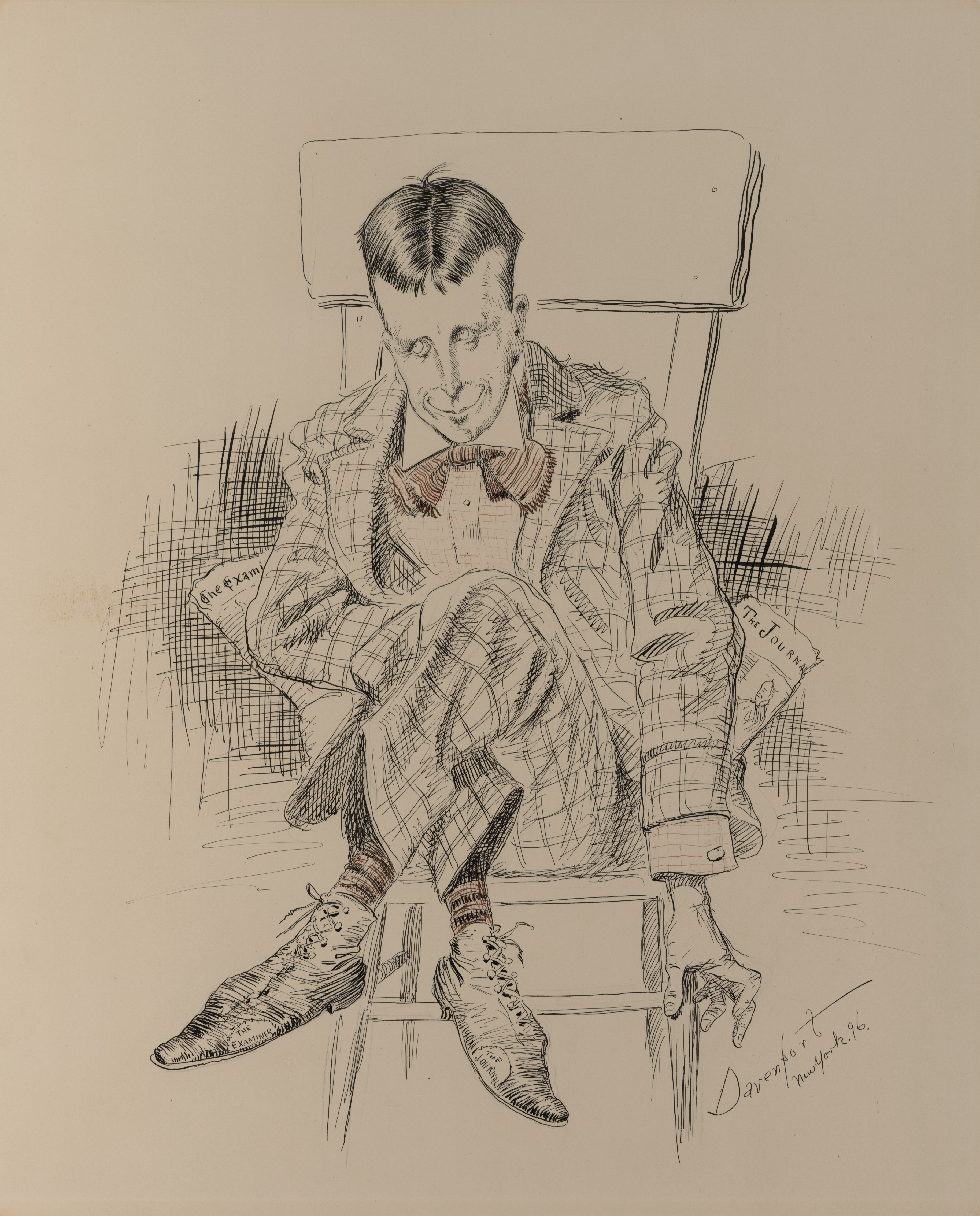
Caricature de William Randolph Hearst par Davenport, 1896.

Après son succès en Californie avec l'Examiner, Davenport envisage d'étendre ses activités à New York, la plus grande ville du pays. À l'époque, plusieurs journaux locaux sont mis en vente, dont le New York Times, mais Hearst n'a pas encore les ressources financières nécessaires pour les acquérir. En septembre 1895, après avoir perdu la plupart de ses annonceurs et diminué le tirage de son journal au cours de l'année précédente, l'éditeur John R. McLean vend le New York Journal-American pour 180 000 dollars, une somme désormais accessible pour le portefeuille de Hearst, qui l'achète sans hésitation.

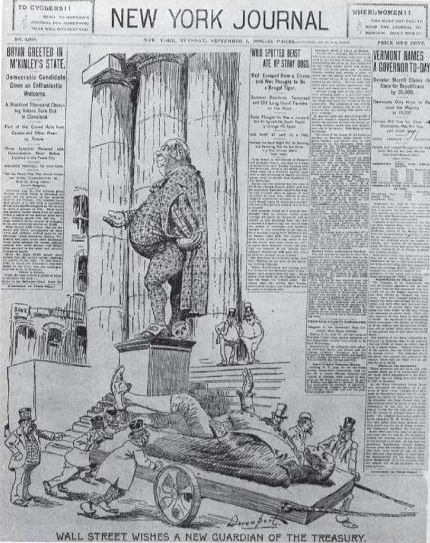
Une du New York Journal du 1er septembre 1896. Sous la caricature, on lit Wall Street Wishes a New Guardian of the Treasury. (« Wall Street souhaite un nouveau gardien du Trésor américain. ») La caricature laisse croire que l'industriel Marcus Hanna a fait abattre une statue élevée à la gloire de George Washington devant le Federal Hall National Memorial (au 26, rue Wall Street à New York) pour la remplacer par une statue à son image,.

Il rebaptise son nouveau journal The New York Journal et commence à rassembler ce que Ben Procter, le biographe de Hearst, considère comme l'une des plus prestigieuses équipes de journalistes de l'histoire de la presse écrite. Confortablement rémunérée, cette équipe menée par le rédacteur en chef Willis J. Abbot est composée du journaliste et écrivain Richard Harding Davis, du chroniqueur Alfred Henry Lewis ainsi que de l'humoriste Bill Nye. Mark Twain et Stephen Crane collaborent régulièrement au journal. C'est alors que Davenport est muté à New York, où il rejoint l'équipe du New York Journal, avec un salaire particulièrement élevé.
En 1896, année de l'élection présidentielle, Davenport est envoyé à Washington, DC pour effectuer des entrevues avec quelques-uns des candidats potentiels du Parti républicain, dont le président de la Chambre des représentants Thomas Brackett Reed. Étant donné que le journal de Hearst soutient ouvertement le parti démocrate, les lecteurs s'attendent à ce que Davenport caricature durement le candidat républicain à la présidence. Les républicains sont persuadés de remporter la victoire et succéder ainsi à Grover Cleveland, d'autant plus que les démocrates sont accusés de la panique de 1893 qui a engendré une récession économique aux États-Unis au cours des trois dernières années. Par ailleurs, le parti démocrate ne semble pas avoir de candidat particulièrement redoutable, et le candidat républicain William McKinley est largement donné favori.
Les reporters et les caricaturistes du New York Journal travaillent souvent en binôme. C'est ainsi que Davenport fait équipe avec Lewis et les deux hommes forgent rapidement une solide amitié. Au début de l'année 1896, Lewis se rend en Ohio pour enquêter sur le principal candidat à l'investiture présidentielle républicaine, l'ancien gouverneur William McKinley. Avant l'entrevue avec le candidat, Lewis a dû se soumettre à un entretien avec le directeur de campagne de McKinley, l'industriel Marcus Hanna. Ce dernier a mis de côté sa carrière professionnelle pour gérer la campagne de McKinley, tout en assurant le financement de la machine politique qui a aidé son ami à devenir le chef de file dans la course républicaine. Lewis obtient son entrevue avec McKinley et reste quelque temps dans l'Ohio afin d'enquêter sur Hanna. Il découvre alors qu'en 1893, le gouverneur McKinley a été appelé à payer les obligations d'un ami pour lequel il a cosigné des prêts ; Hanna et les autres partisans de McKinley ont été obligés de payer ces dettes. Lewis pense qu'en finançant la campagne de McKinley, Hanna espère pouvoir manipuler à sa guise le futur président. Lewis commence alors à populariser dans les pages du New York Journal l'idée selon laquelle Hanna veut s'approprier la Maison-Blanche en soutenant la campagne de McKinley. Ces articles sont illustrés par les caricatures de Davenport.

### Élections de 1896 et Marcus Hanna

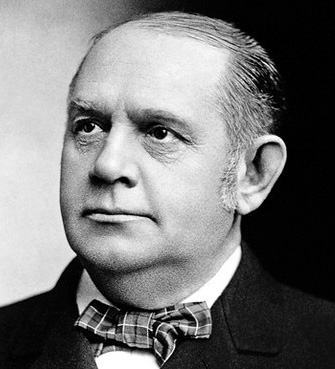
Marcus Hanna, photographié en 1896 par W. J. Root.

À part la débâcle résultant de la crise financière de 1893, le président McKinley a toujours su conserver une bonne image, ce qui le rend assez difficile à attaquer. Marcus Hanna (surnommé Mark), par contre, s'avère être une cible plus facile aux yeux de Davenport. Avant la Convention nationale républicaine de 1896, il n'a jamais rencontré Marcus Hanna et s'est toujours contenté de son imagination pour l'illustrer. Il parvient à le dessiner de manière plus efficace après avoir passé trois jours à observer ses moindres comportements. Bien que très impressionné par le dynamisme d'Hanna, Davenport est assez sévère dans ses représentations : il le dessine en effet comme un géant entouré de petits nains. Il augmente également son tour de taille déjà important et rend ses mains plus rugueuses (Davenport les décrit plus tard comme une « planche de cèdre non rabotée »). Il s'inspire également du règne animal pour sa création, en dessinant les oreilles d'Hanna comme celles d'un singe et ses yeux comme ceux d'un perroquet et d'un éléphant, capable de voir tout ce qui se passe autour de lui et scrutant la rue à la recherche de cacahuètes.
Sur l'une des caricatures, Davenport incorpore des sacs d'or et des crânes d'ouvriers sur lesquels reposent les pieds d'Hanna, ainsi que des boutons de manchette gravés du symbole du dollar qu'il porte avec ses costumes à carreaux d'homme d'affaires. Il est souvent accompagné de William McKinley, représenté par une petite silhouette dominée par le géant Hanna. Davenport pense cependant qu'il manque quelque chose à son dessin ; c'est alors qu'il enlève les symboles de dollar du bouton de manchette et les utilise comme motifs ornant tous les costumes d'Hanna. Davenport s'est probablement inspiré d'un dessin de son collègue caricaturiste M. de Lipman, qui a dépeint McKinley à l'image de Siddhartha Gautama, vêtu d'un pagne et accompagné par un énorme Hanna portant une robe ornée de symboles de dollar. Selon Kenneth Whyte, le biographe de Hearst, cette caricature est un succès, « quelle que soit l'origine de son inspiration ».

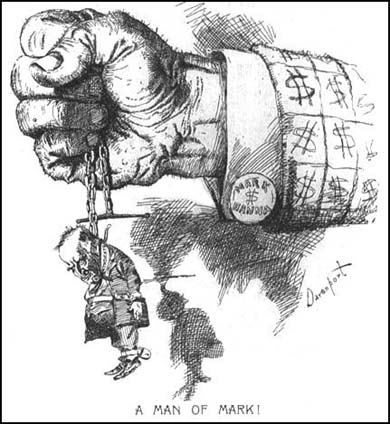
A Man of Mark, une des caricatures que Davenport produit durant l'élection présidentielle américaine de 1896. William McKinley est dépeint comme une marionnette de Marcus Hanna.

En juillet 1896, les démocrates nomment comme candidat à l'élection présidentielle William Jennings Bryan, ancien membre du Congrès. Auparavant, il a fait une immense impression lors de la Convention nationale démocrate avec son discours de la Croix d'or. Il est également un fervent partisan de la libre frappe de la monnaie, une politique qui permet à n'importe quel citoyen de convertir un lingot d'argent en pièces de monnaie, bien que la valeur intrinsèque d'un dollar Morgan soit d'environ la moitié de sa valeur déclarée. Cependant, la candidature de Bryan divise au sein même du parti démocrate, et la plupart des journaux habituellement pro-démocrates commencent à le critiquer. Hearst convoque alors une réunion de ses cadres supérieurs pour décider de la politique du journal concernant cette candidature ; bien que très peu de cadres apportent leur soutien aux démocrates, Hearst décide que son journal doit « se battre pour Bryan ».

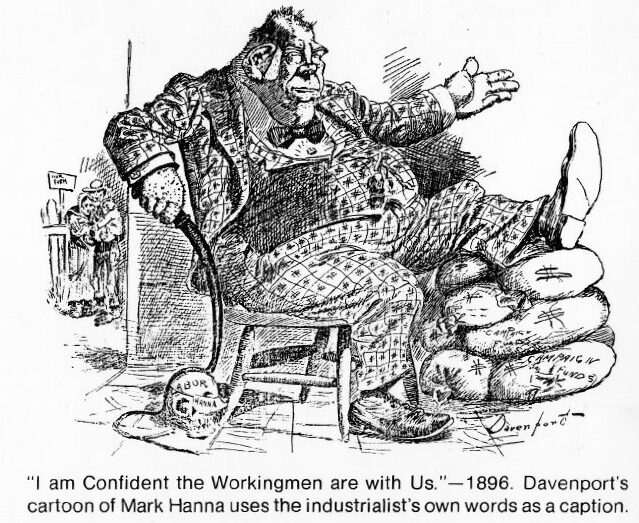
I am confident the workingmen are with us (« Je suis sûr que les ouvriers sont avec nous »). Davenport répète ici les propos de Marcus Hanna. Une jambe d'Hanna pèse sur des sacs remplis de dollars, un des sacs portant l'inscription Campaign funds (« fonds pour la campagne »), son bras droit tient un fouet qui touche un crâne sur lequel est inscrit labor (« main d'œuvre ») et son costume est orné de symboles de dollar.

Les caricatures de Davenport commencent à ternir sérieusement l'image politique d'Hanna. Le sénateur de la Virginie-Occidentale Nathan B. Scott se souvient même de la réaction violente de ce dernier en voyant sa caricature portant un costume orné de symboles de dollar, piétinant des femmes et des enfants, mais aussi un dessin de l'État de l'Ohio criant : « ça fait mal ! »,. Hanna ne peut plus alors faire des apparitions publiques sans avoir à répondre à des questions concernant ces caricatures. Néanmoins, l'éditeur J. B. Morrow, un ami commun de McKinley et de son directeur de campagne, déclare que « Hanna a bien fait son travail en dépit de toutes ces critiques »,. Cependant, McKinley ne se manifeste pas contre les critiques envers Hanna et conserve même quelques caricatures de Davenport qui l'ont particulièrement amusé. Malgré la déconfiture d'Hanna, les deux hommes se résignent à tolérer les satires de Davenport, tant que McKinley n'est pas personnellement attaqué.
Presque toutes les caricatures que Davenport dessine pendant la campagne de 1896 sont à la fois simplistes et imprégnées d'un humour assez sombre. L'un de ces dessins, par exemple, représente Hanna avec un large sourire, marchant sur Wall Street et portant des sacs d'argent. Un autre montre sa main, tenant une chaîne au bout de laquelle est suspendu McKinley. Une autre caricature dépeint McKinley comme un petit garçon accompagné de sa nourrice, qui n'est autre qu'Hanna. Le petit garçon semble vouloir se rendre dans un magasin où le vote des travailleurs est à vendre. Il y a également un dessin d'Hanna portant un chapeau similaire à celui de Napoléon Bonaparte, mettant un masque qu'il vient d'enlever du visage de McKinley.
Les caricatures de Davenport apparaissent plusieurs fois par semaine dans le New York Journal. Plus tard, elles sont largement réimprimées, notamment lors de la campagne de Bryan et, selon Whyte, « aucun autre journal n'a soutenu de manière aussi efficace un candidat [à la course à la présidence] »,. William T. Horner, le biographe de Marcus Hanna, affirme que « la caricature d'Hanna portant un costume orné des symboles du dollar est devenu une véritable icône de cet homme jusqu'à nos jours »,.
En dépit de l'enthousiasme du public après sa nomination, William Jennings Bryan est incapable de surmonter les problèmes de financement et d'organisation de sa campagne, d'autant plus que des divergences apparaissent au sein même du parti, sans parler de la méfiance des Américains à l'égard des démocrates. Tous ces facteurs conduisent à la défaite sans surprise de Bryan lors de l'élection de novembre. Quelques jours après l'élection, Davenport se rend au siège du parti républicain à New York pour être présenté officiellement à l'homme qu'il a si bien caricaturé. Lors de cette rencontre, Hanna déclare à Davenport : « J'admire votre génie et vos talents, mais je n'ai pas aimé vos représentations ! ».
La campagne de 1896 étant terminée, un journaliste demande à Davenport quelle personnalité politique il choisira pour illustrer ses prochaines caricatures, ce à quoi il répond : « Je pense qu'Hanna sera encore un bon sujet pour mes dessins pendant un certain temps ». Hanna, qui a refusé le poste de Postmaster General (chef de l'United States Postal Service, le service postal aux États-Unis) obtient une nomination au Sénat après que McKinley a désigné John Sherman, sénateur de l'Ohio, au poste de secrétaire d'État. Jusqu'en 1913, les assemblées législatives des États élisent les sénateurs ; Hanna doit donc obtenir la majorité absolue à l'assemblée générale de l'Ohio, pour pouvoir prétendre au siège de sénateur. Il est élu après un scrutin extrêmement serré. Durant cette campagne sénatoriale, Davenport ne manque pas de dessiner quelques caricatures qui ciblent à nouveau Marcus Hanna. Cependant, lors de la réunion de l'Assemblée législative à Columbus, Davenport semble être heureux du triomphe du candidat républicain et porte même un badge à l'effigie de ce dernier. Quand un journaliste lui demande la raison de ce « changement », il répond : « Avec la victoire de Marcus Hanna, je suis sûr d'avoir un bon sujet pour mes caricatures durant les six prochaines années ».

### Entre 1897 et 1901
« Il n'y a pas d'arme aussi puissante que le crayon de Nast et Davenport. Elle réveille la conscience de beaucoup de pécheurs chevronnés. Elle ne connaît ni Dieu ni diable, ignore le ciel et l'enfer, néglige les sanctions de la loi humaine tant qu'elle peut échapper au pénitencier et au gibet. Mais elle s'éloigne du pilori de caricature dans lequel elle n'est juste qu'un personnage immobile pointé du doigt par le mépris du public. »

— John James Ingalls, introduction de l'ouvrage Davenport's Cartoon.
Après la campagne de 1896, Davenport acquiert davantage de notoriété et gagne désormais 12 000 dollars par an, ce qui fait de lui, à l'époque, le caricaturiste le mieux payé au monde. Hearst, qui a fait du New York Journal l'un des journaux les plus influents de New York, lui fait don d'une prime de 3 000 dollars qui lui permet de voyager en Europe avec sa femme Daisy. Arrivé à Londres, Davenport obtient une entrevue avec l'ancien premier ministre britannique William Ewart Gladstone et dessine quelques caricatures de l'homme. À Venise, il tombe par hasard sur une statue de Samson. Il a été tellement impressionné par cette œuvre qu'il envisage très vite de la dessiner en tant que symbole de la puissance des grandes multinationales américaines, ce qu'il fait durant l'élection présidentielle de 1900, en dessinant un personnage ayant des traits similaires à Samson, accompagné de McKinley et Hanna.
En 1897, Davenport est envoyé à Carson City, au Nevada, pour couvrir un combat de boxe qui s'inscrit dans le championnat du monde des poids lourds de l'époque, opposant les boxeurs Bob Fitzsimmons et Jim Corbett. Ce combat, qui est largement relayé par le New York Journal, voit Fitzsimmons remporter la victoire. En se rendant au Nevada, Davenport passe pour la première fois, depuis qu'il est célèbre, dans la ville de Silverton. L'année suivante, il se rend à Asbury Park, dans le New Jersey, pour interviewer Jim Corbett lors d'une séance d'entraînement. Il en profite également pour dessiner quelques caricatures du boxeur, qui sont publiées dans le New York Journal.

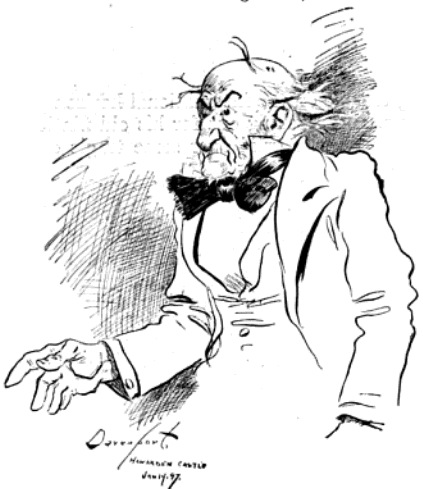
Lors de son passage à Londres en 1897, Davenport dessine cette caricature de William Ewart Gladstone.

Avec ses caricatures, Davenport cible la plupart des personnalités politiques de l'époque ; il ira même jusqu'à créer quelques dessins satiriques de lui-même et de son patron Hearst. Dès lors, Davenport devient la bête noire des personnalités politiques qu'il considère comme corrompues et, en 1897, ses détracteurs tentent d'adopter une loi interdisant les caricatures politiques dans l'État de New York. Ce projet de loi, présenté à l'assemblée législative de l'État avec le soutien du sénateur Thomas C. Platt, n'est pas adopté, mais inspire Davenport pour créer l'une de ses œuvres les plus célèbres, intitulée No Honest Man Need Fear Cartoons (« Aucun homme honnête ne doit craindre les caricatures »).
En 1897 et 1898, les journaux de Hearst soutiennent ouvertement la guerre contre l'Espagne. Durant cette période, Davenport dessine des caricatures décrivant le président McKinley comme « lâche et peu disposé à faire la guerre, sous prétexte de protéger l'équilibre boursier de Wall Street ». L'amiral George Dewey, qui a contribué à la victoire américaine lors de la bataille de la baie de Manille, est accueilli en héros en 1899. Il bénéficie également du don d'une maison, qu'il cède à sa femme, une catholique, qu'il a récemment épousée. L'opinion publique — surtout les protestants — se retourne contre lui. Cependant, ce ressentiment s'atténue après que Davenport dessine une caricature de Dewey au cœur de la bataille, avec la légende « Nous nous souviendrons d'eux ».
En 1899, Davenport retourne en Europe afin de couvrir l'affaire Dreyfus, à Rennes. En 1900, à l'occasion de l'élection présidentielle américaine qui voit de nouveau McKinley accéder à la magistrature suprême, Davenport reprend ses satires de Mark Hanna, avec entre autres une caricature inspirée par la fameuse statue de Samson qu'il a vue à Venise. L'autre sujet favori des caricaturistes de Hearst est le colistier de McKinley, le héros de guerre et gouverneur de l'État de New York Theodore Roosevelt, qu'il dépeint comme un enfant turbulent habillé d'une tenue des Rough Riders,,.

### De 1901 à 1912: rupture avec les démocrates et déclin

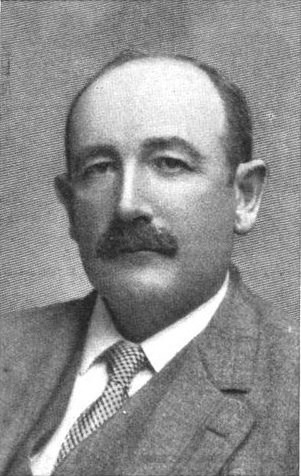
Davenport en 1912.

En 1901, le New York Journal est rebaptisé The American. Davenport, qui gagne à l'époque 25 000 dollars par an, y travaille jusqu'en 1904. Suivant la politique de Hearst, il attaque sans relâche le président Roosevelt, qui succède à McKinley après l'assassinat de ce dernier en septembre 1901. En plus d'être le principal caricaturiste de l'American, Davenport participe également à la rédaction des articles du journal. Il écrit par exemple une colonne affirmant — non sans moquerie — que le nouveau président avait caché tous les portraits des anciens présidents dans le sous-sol de la Maison-Blanche, pour que les visiteurs qui affluent dans le célèbre bâtiment ne puissent admirer que son propre portrait.
Entre-temps, les républicains commencent à courtiser Davenport, cherchant ainsi à priver les démocrates d'une de leurs armes de propagande. Le président réussit à convaincre Davenport de le rencontrer et en 1904, le caricaturiste quitte The American pour le journal conservateur New York Evening Mail. Il est payé 25 000 dollars pour les six derniers mois de l'année 1904, mais par la suite, ses rémunérations ne sont pas divulguées au grand public. Grand favori de l'élection présidentielle de 1904, Roosevelt a pour adversaire le candidat démocrate Alton Parker, un juge originaire de New York. Encore une fois, Davenport marque la campagne avec ses caricatures, notamment avec un dessin de l'Oncle Sam s'appuyant sur l'épaule de Roosevelt avec la légende : « Il est assez bien pour moi ». Les républicains dépensent 200 000 dollars pour imprimer ce dessin, qui sert par ailleurs de couverture aux partitions musicales des marches écrites pour soutenir la candidature de Theodore Roosevelt,.

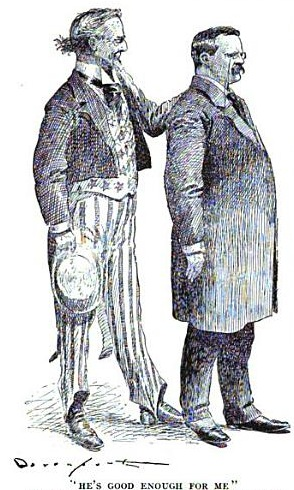
Caricature de Davenport supportant la candidature de Theodore Roosevelt,.

Après l'élection de Roosevelt, les dessins de Davenport au Evening Mail commencent à perdre en popularité, d'autant plus que seules quelques-unes de ses œuvres sont sélectionnées pour faire partie du Review of Reviews du journaliste britannique Albert Shaw. Il commence alors à consacrer de plus en plus de temps à d'autres activités. C'est ainsi qu'en 1905, il passe des mois en Oregon, visitant d'abord la ville de Silverton avant de passer par l'exposition Lewis and Clark à Portland.
En 1902, James Pond, un organisateur d'enseignement magistral, engage Davenport comme conférencier. À partir de 1905, il participe au projet Chatauqua, un programme de formation pour adultes, et y prodigue des conférences engageantes, au cours desquelles il dessine quelques caricatures. Il participe parfois au même atelier que William Jennings Bryan, suscitant l'intérêt de quelques milliers d'auditeurs. En 1906, il se rend au Moyen-Orient pour acheter des chevaux arabes et, en 1908, écrit un livre relatant les péripéties de ce voyage. Il écrit également un ouvrage autobiographique intitulé The Diary of a Country Boy, paru en 1910, ainsi que des recueils de ses caricatures, dont The Dollar or the Man et Cartoons by Davenport. Le caricaturiste propage une rumeur selon laquelle il aurait publié un livre intitulé The Belle of Silverton and Other Oregon Stories, ce qui s'avère un canular car aucun ouvrage de ce nom n'existe dans les archives. Certains pensent qu'il s'agit d'un titre provisoire pour The Country Boy.
Après l'échec de son mariage en 1909, Davenport traverse une période de dépression et arrête de dessiner. Au fur et à mesure de sa guérison, il annonce une série à venir qui sera disponible sous le titre Men I have sketched. Ce projet est abandonné en 1911 lorsqu'il est invité par Hearst à revenir travailler dans son journal The American.

## Éleveur de chevaux

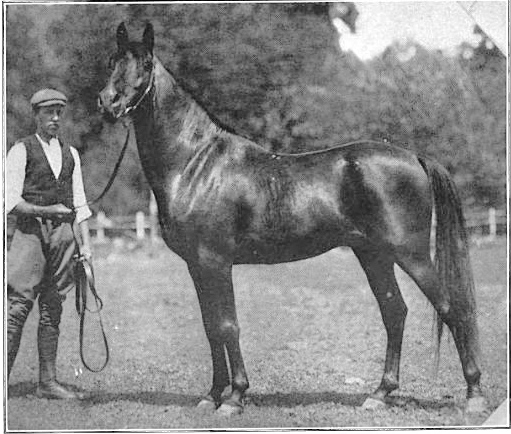
- Haleb, surnommé Pride of the Desert, importé par Davenport en 1906.

En dehors de sa carrière de caricaturiste, Davenport est connu pour avoir joué un rôle clé dans l'arrivée aux États-Unis de certains des premiers chevaux arabes de race pure, dits Al Khamsa,. Amateur de chevaux de longue date, il déclare en 1905 : « J'ai rêvé de chevaux arabes toute ma vie ». Il a été particulièrement impressionné par la beauté des chevaux arabes présents à l'Exposition universelle de Chicago de 1893. Lorsqu'il apprend que ces chevaux ont été mis en vente après l'exposition, il entame une recherche dans tout le pays afin de les racheter. En 1898, il parvient à trouver la plupart des animaux qui ont survécu chez le millionnaire Peter Bradley à Hingham dans le Massachusetts,. Davenport continue d'acheter des chevaux arabes entre 1898 et 1905, payant jusqu'à 8 500 dollars pour un étalon. Il devient dès lors le principal associé de Bradley dans le commerce des chevaux et réussit à rassembler tous les chevaux de Chicago, à l'exception d'un seul, qui est resté la propriété des organisateurs de l'exposition. Selon sa compréhension de la dynamique de l'élevage de race pure, les croisements fréquents de pur-sangs avec d'autres races conduisent, à terme, à la dégénérescence de toute une lignée.

### Voyage au Moyen-Orient
En 1906, Davenport profite de ses relations avec le président Theodore Roosevelt pour obtenir les autorisations diplomatiques nécessaires pour se rendre sur le territoire contrôlé par l'Empire ottoman. Roosevelt s'intéresse à l'élevage de chevaux de cavalerie légère ; il a essayé en vain d'obtenir du Congrès le financement d'un haras de pur-sang arabes pour la cavalerie gouvernementale. Au début, Davenport prévoit de voyager seul, mais il est très vite rejoint par deux jeunes associés enthousiastes : C. A. « Arthur » Moore, Jr. et John H. « Jack » Thompson, Jr. Ensemble, ils parcourent le territoire qu'occupent de nos jours la Syrie et le Liban, et parviennent à emmener 27 chevaux arabes aux États-Unis. Le voyage est financé par Peter Bradley.

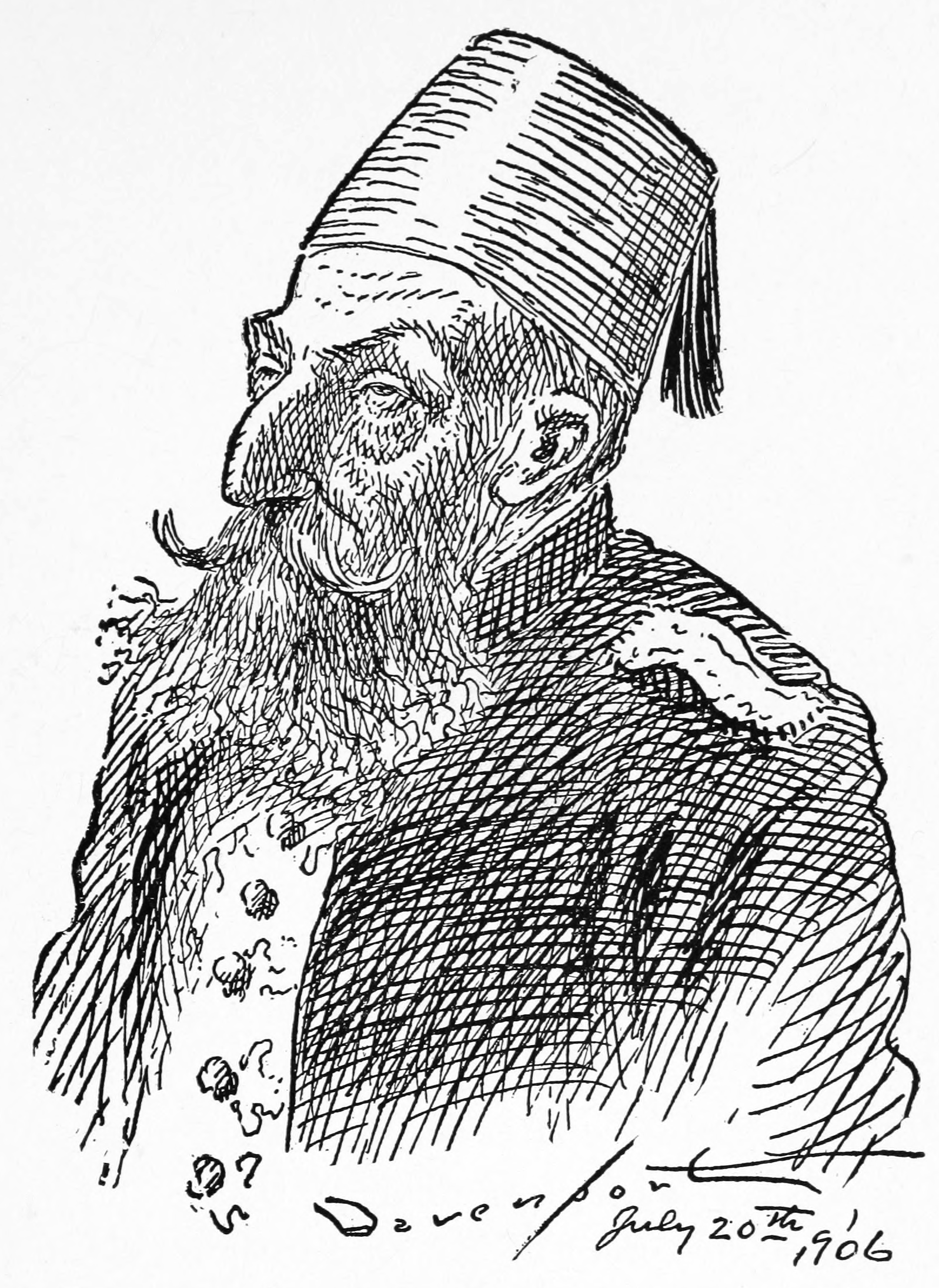
Lorsqu'il arrive à Constantinople en 1906, Davenport dessine cette caricature d'Abdülhamid II.

Pour se rendre au Moyen-Orient, Davenport est obligé d'obtenir une autorisation du gouvernement de l'Empire ottoman et plus particulièrement du sultan Abdülhamid II,. En décembre 1905, il acquiert l'aide du président Roosevelt et, en janvier de l'année suivante, obtient une lettre de soutien qu'il présente à l'ambassadeur turc aux États-Unis, Chikeb Bey, qui à son tour contacte le sultan. À la surprise de Davenport et de l'ambassadeur, une autorisation appelée Hatt-i humayun permettant l'exportation de « six à huit chevaux » est accordée par le sultan. Davenport et ses compagnons de voyage quittent les États-Unis le 5 juillet 1906 pour se rendre en France par bateau ; ils empruntent ensuite le train jusqu'à Constantinople. Une fois sur place, le document, qui précise que Davenport est autorisé à exporter à la fois des juments et des étalons, est validé par les autorités locales. Ce que le caricaturiste a accompli durant ce voyage est assez exceptionnel, pour plusieurs raisons : en effet, c'est la première fois depuis 35 ans que des chevaux arabes sont officiellement autorisés à être exportés hors de l'Empire ottoman. De plus, l'achat ne comprend pas seulement des étalons mais aussi des juments, qui sont extrêmement chères aux Bédouins : les meilleures juments de guerre ne sont généralement pas à vendre, quel qu'en puisse être le prix.

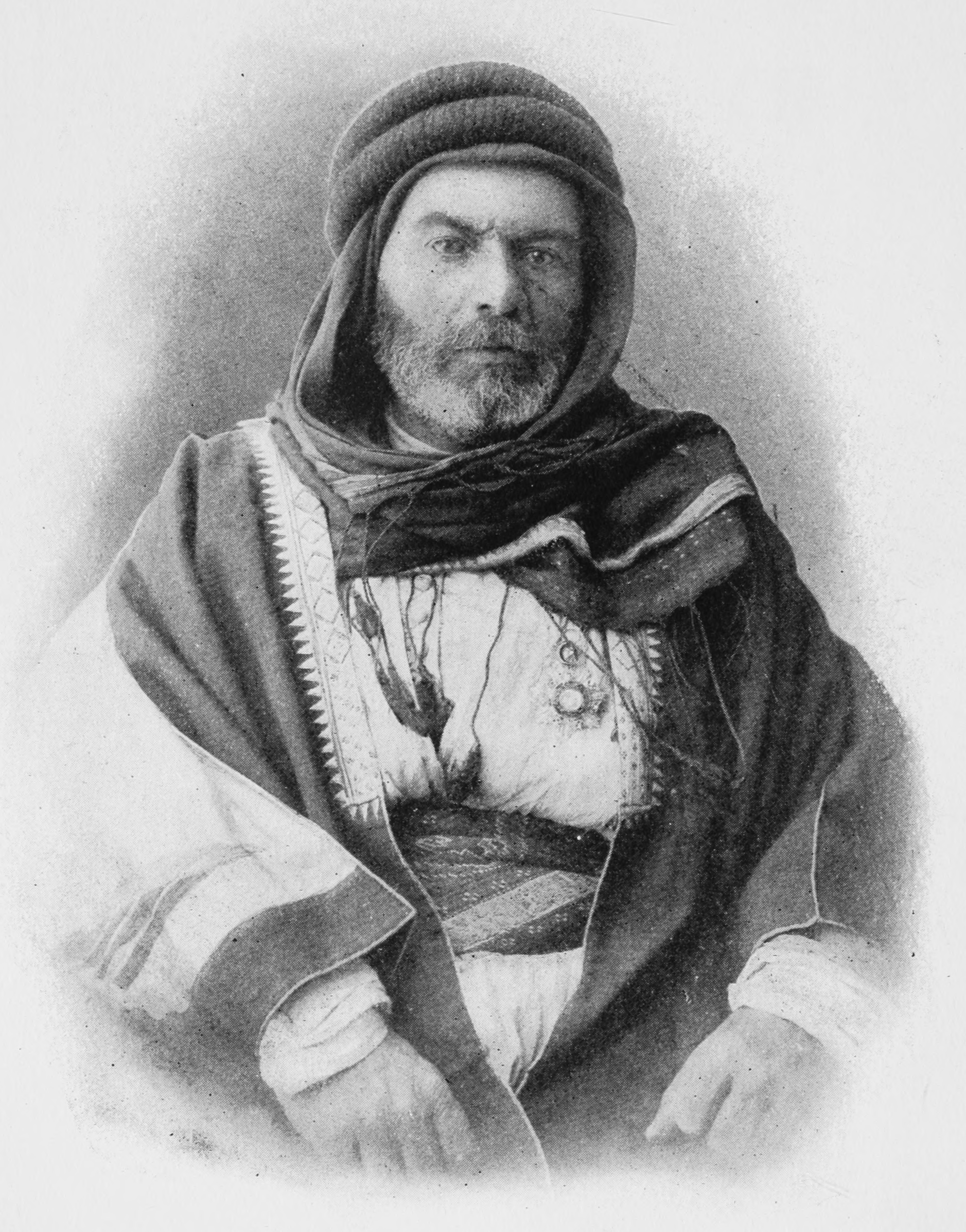
Achmet Haffez, le « frère bédouin » de Davenport, dont le soutien a été essentiel au succès du voyage du caricaturiste.

Avant de quitter Constantinople pour se rendre à Alep et dans le désert, Davenport est autorisé à visiter les écuries royales. Il profite également d'une occasion pour apercevoir le sultan lors d'une apparition publique de ce dernier. Il démontre encore une fois ses capacités artistiques et son sens du détail en esquissant plusieurs portraits d'Abdülhamid II, environ une demi-heure après l'avoir observé sous tous les angles. Davenport présume que le sultan ne souhaite pas se voir caricaturé. Aussi cache-t-il le carnet contenant ses croquis dans une pochette secrète tout au long de son voyage,. L'impression ressentie, à titre personnel, par Davenport à l'égard du sultan est assez sympathique : il le dépeint comme un homme frêle, âgé, alourdi par la charge de son office mais aimable et paternel envers ses enfants. Il décrit l'apparence du sultan comme un mélange de l'ancien membre du congrès Nelson Dingley et du philanthrope Nathan Straus. Il ajoute également : « Je pense que peu importent les crimes qui lui ont été reprochés, ses soldats, son armée et ses commandants sont peut-être plus à blâmer que lui »,.
Par la suite, Davenport enfreint le protocole imposé par les autorités en rendant visite à deux personnalités importantes de la région : Akmet Haffez, un bédouin qui sert d'intermédiaire entre le gouvernement ottoman et le peuple tribal des `Anizzah, et le gouverneur de Syrie de l'époque, Nazim Pasha. Haffez considère cette visite comme un grand honneur et fait don à Davenport de sa plus belle jument, qui s'appelle *Wadduda. Pour ne pas être en reste, le gouverneur donne à Davenport *Haleb, un étalon très estimé dans la région, connu également sous le nom de « Pride of the Desert » (qui signifie « Fierté du désert »),. *Haleb a été donné au gouverneur comme récompense pour avoir maintenu la taxe sur les chameaux à un faible niveau. Plus tard, Haffez escorte personnellement Davenport dans le désert et les deux hommes prêtent un serment de fraternité,. Il a veillé à ce que son « frère » obtienne les plus beaux chevaux au meilleur prix, sans omettre de vérifier leur pedigree. Davenport relate les détails de ce voyage dans le livre My Quest of the Arabian Horse, publié en 1908.
Les 17 étalons et les 10 juments achetés par Davenport sont d'une importance majeure pour l'élevage de chevaux arabes en Amérique, d'autant plus qu'il a bien veillé à ce que la lignée de ces chevaux demeure pure durant les générations à venir. De nos jours, la « lignée Davenport » se trouve dans des milliers de pedigrees de chevaux arabes, et il existe même en 2018 des éleveurs qui ont su préserver la pureté de la lignée des 27 chevaux importés en 1906,.

### Retour aux États-Unis

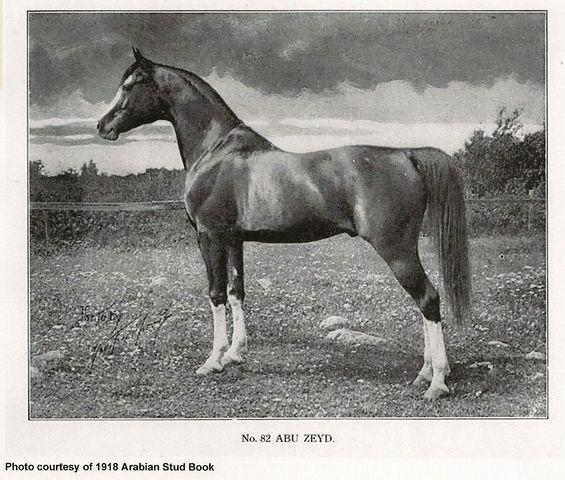
- Abu Zeyd, l'étalon que Davenport achète au Crabbet Arabian Stud.

À son retour aux États-Unis, Davenport fonde à Morris Plains, dans le New Jersey, un haras composé de ses chevaux arabes, qu'il baptise Desert Arabian Stud, qui est alors étroitement lié à la Hingham Stock Farm de Peter Bradley. En 1908, il fait partie des cinq fondateurs de l′Arabian Horse Club of America (aujourd'hui Arabian Horse Association), et l'année suivante, le département de l'Agriculture des États-Unis reconnaît le statut de registre officiel des chevaux arabes de l'organisation. Auparavant, c'est le Jockey Club, responsable des registres généalogiques des Pur-sang du Royaume-Uni et des États-Unis, qui s'occupe de l'enregistrement des chevaux arabes. L'idée de la fondation d'une nouvelle organisation indépendante du Jockey Club provient en grande partie de Davenport.

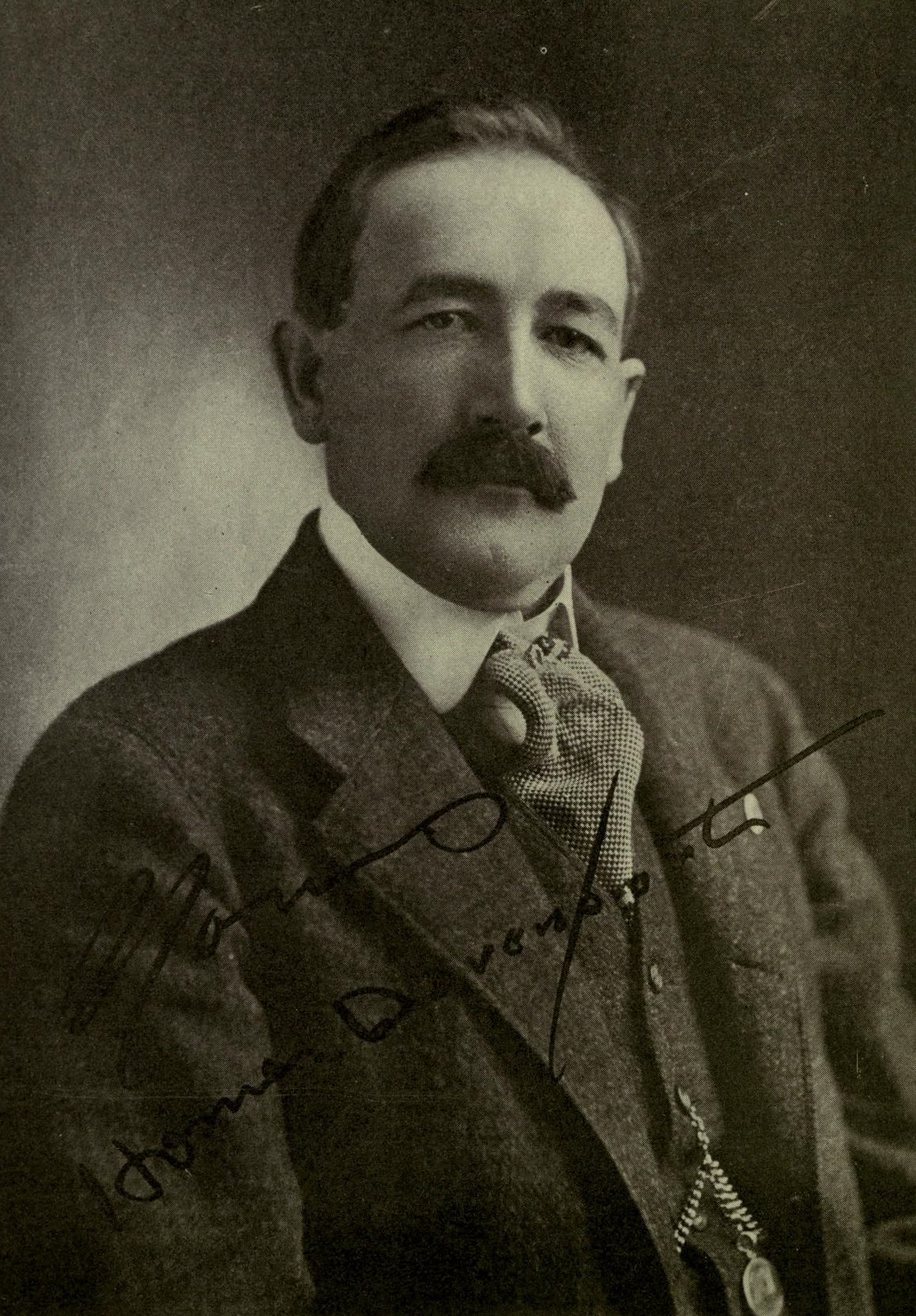
Homer Davenport, photographie prise en 1912.

Au Moyen-Orient, il a méticuleusement cherché des chevaux de lignées pures et des souches d'élevage réputées avec l'aide de Haffez,, mais une fois sorti du désert, il ignore qu'il doit aussi obtenir des affidavits écrits et d'autres certifications importantes pour documenter les lignées. De plus, étant donné que Davenport ne les a pas importés via la Grande-Bretagne, ses chevaux ne sont pas certifiés par le Jockey Club du Royaume-Uni avant leur arrivée en Amérique, et sans cette authentification, la filiale américaine du Jockey Club refuse de les enregistrer. Une autre raison peut cependant avoir influencé la position du Jockey Club : Davenport a auparavant caricaturé August Belmont, Jr., le président de l'organisation.
L'étalon *Haleb est particulièrement admiré par les éleveurs américains, et en plus d'engendrer des Arabes, il est croisé avec des juments Morgan et Standardbred. En 1907, Davenport inscrit son étalon à la Justin Morgan Cup, un concours hippique qu'il remporte en battant 19 chevaux Morgan. En 1909, *Haleb meurt dans des circonstances mystérieuses, ce qui fait croire au caricaturiste que son cheval a été empoisonné. Il fait préparer le crâne et une partie du squelette de l'étalon, et les envoie à la Smithsonian Institution, où certains de ces restes font partie de la collection privée du musée destinée aux recherches. Davenport achète aussi des chevaux au Crabbet Arabian Stud en Angleterre, notamment l'étalon *Abu Zeyd, qui est considéré comme le meilleur des étalons engendrés par le célèbre Mesaoud. En 1911, Davenport décrit ainsi *Abu Zeyd : « c'est le plus grand cheval arabe que j'ai jamais vu. Je donnerai une coupe de 100 dollars au propriétaire de n'importe quel cheval qui peut le battre »,.
Après la mort de Davenport, un nombre important de ses chevaux, dont *Abu Zeyd et 10 juments, sont achetés par William Robinson Brown et son frère Herbert afin de produire une nouvelle lignée pure pour le haras Maynesboro de Brown à Berlin dans le New Hampshire,.

## Autres centres d'intérêt

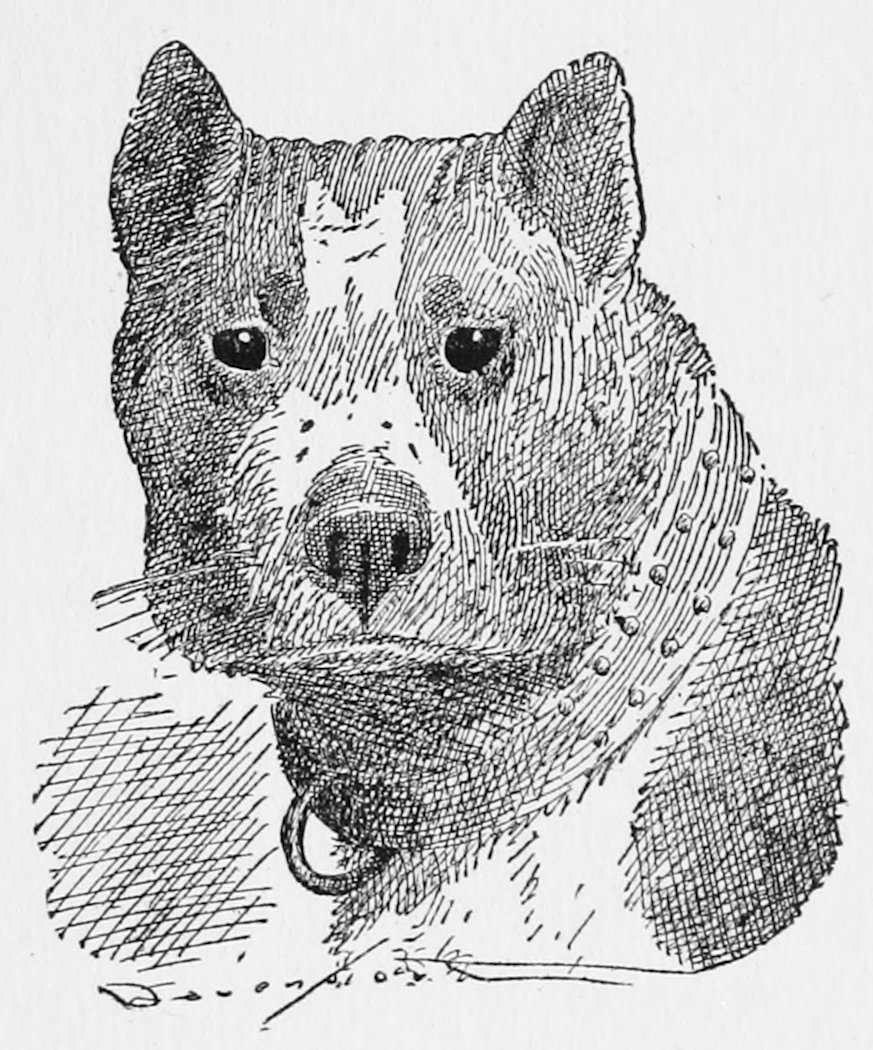
Caricature de Duff, le bull Terrier de Davenport.

Davenport possède divers animaux. « Je suis né avec l'amour des chevaux et de tous ces animaux qui, je pense, ne font de mal à personne. Je me sens heureux quand je suis avec eux. Je fais partie d'eux, voilà tout »,, avoue-t-il. Alors qu'il est surtout connu comme un éleveur de chevaux, il possède aussi beaucoup d'oiseaux. En 1905, il met sur pied un élevage de faisans, avec les oiseaux qu'il a rassemblés lorsqu'il travaillait sur la côte ouest, mais aussi avec d'autres importés grâce aux profits des ventes de son premier recueil de caricatures. En 1908, il possède la plus grande collection privée de faisans et de sauvagines sur tout le territoire américain. Davenport élève également des chèvres angora, des moutons à queue grasse, des ânes siciliens et des canards de Chine. À trois reprises, il a réussi à accumuler une collection de coqs de combat, qu'il met toutefois en vente lorsqu'il part s'installer à San Francisco.
En plus de son intérêt pour les chevaux et les oiseaux, il apprécie aussi les chiens ; il possède un bull Terrier nommé Duff, qu'il dresse à faire des tours et du vaudeville. En 1908, Davenport se lance dans une controverse concernant l'élevage de chiens d'exposition en déclarant, entre autres, que ce genre d'élevage ne produit que des spécimens de qualité inférieure. Il reproche notamment aux éleveurs de Collie de race pure de produire des animaux peu intelligents et dotés d'un mauvais tempérament, pour ainsi dire presque inutiles. Il va jusqu'à dénoncer quelques éleveurs notoires qui, selon lui, prennent des décisions particulièrement néfastes pour les chiens de race.

## Vie privée

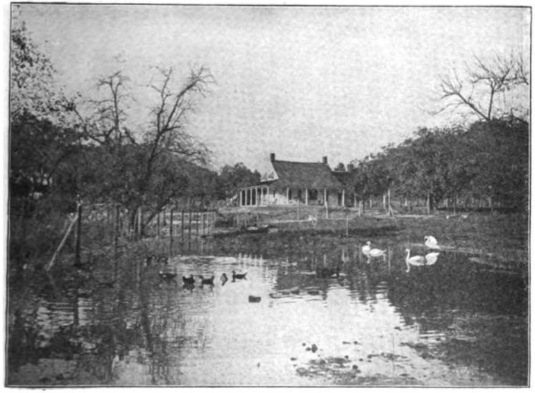
La ferme de Davenport à Morris Plains, dans le New Jersey.

Davenport épouse Daisy Moor, originaire de San Francisco, le 7 septembre 1893 à Chicago,. Ils ont trois enfants : Homer Clyde (né en 1896), Mildred (née en 1899) et Gloria Ward (née en 1904),,. Entre 1895 et 1901, la famille emménage dans un appartement à New York, mais on ne sait pas grand-chose sur les détails de leur quotidien, si ce n'est que les meubles de l'appartement sont assez luxueux. En 1901, Davenport achète une maison à East Orange ainsi qu'une ferme à Morris Plains, toutes deux dans le New Jersey. Dans sa maison d'East Orange, il possède beaucoup d'animaux, dont des faisans et des chevaux. En 1906, il décide de s'installer avec sa famille et ses animaux dans sa ferme de Morris Plains, ce qui l'oblige à prendre chaque matin la ligne de chemin de fer appelée Millionaire's Special pour se rendre à son lieu de travail à New York,. Lorsqu'il quitte East Orange, il demeure le propriétaire de la maison jusqu'en 1909. À Morris Plains, Davenport organise régulièrement des réceptions auxquelles participent des célébrités, des artistes, des écrivains et d'autres personnes influentes de l'époque, comme Ambrose Bierce, Lillian Russell, Thomas Edison, William Jennings Bryan, Buffalo Bill, Frederic Remington ainsi que quelques-unes des actrices de l'opérette Florodora. Au lieu d'utiliser un livre d'or, il demande à ses invités de signer le parement de sa maison afin de garder un souvenir de leurs visites.

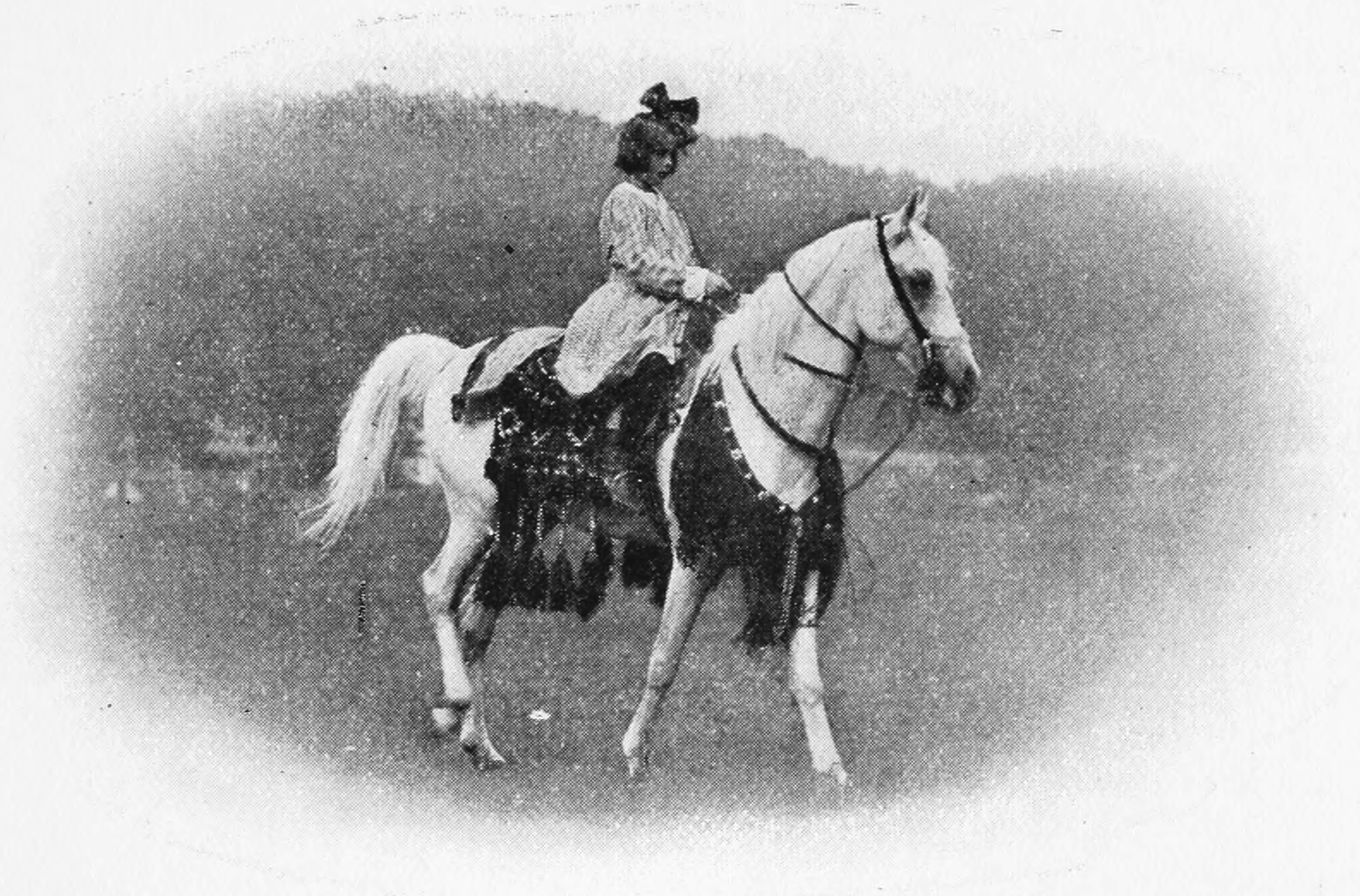
Mildred, une des trois enfants de Davenport.

Le ménage Davenport ne dure pas : Daisy ne partage pas beaucoup les intérêts de son mari et déteste la ville de Silverton, pourtant si chère au caricaturiste. S'ensuit, en 1909, une séparation très pénible pour Davenport,, qui décide de retourner vivre à New York. Il tombe par la suite dans une profonde dépression et passe des mois à récupérer dans un motel de San Diego, aux frais de son ami, le journaliste sportif Albert Spalding (fondateur de l'équipementier Spalding),. Alors même que Davenport lui a cédé ses deux propriétés, Daisy le poursuit au tribunal de New York pour faute de paiement de pension alimentaire, Davenport ayant cessé de travailler. Une fois rétabli, il retourne à New York et acquiert une nouvelle ferme d'élevage à Holmdel, en 1910. Bien que très affecté par le décès de son père en 1911, il décide de se ressaisir et recommence à dessiner des caricatures. Il fait alors la rencontre d'une jeune femme, Zadah, qu'il prévoit d'épouser une fois son divorce prononcé. Le 19 avril 1912, il se rend sur les docks de New York afin de couvrir pour le compte du The American l'arrivée du RMS Carpathia, qui transporte des survivants du naufrage du Titanic. De retour au siège du journal, il dessine trois caricatures, mais en quittant son bureau, il sombre dans un « état de nervosité ». Ce soir-là, sa santé se dégrade dangereusement alors qu'il séjourne dans l'appartement d'un ami, William Cochran, qui est médium et spirite. Diagnostiqué d'une pneumonie, il meurt le 2 mai 1912, en dépit des efforts des huit médecins payés par Hearst, alors que le procès de son divorce est prévu en août de la même année.
Hearst décide de rapatrier le corps de Davenport à Silverton et prend en charge tous les frais des funérailles. La cérémonie funèbre est dirigée par un spirite appelé Jean Morris Ellis sous forme de libre-pensée. Addison Bennett, du journal The Oregonian, écrit : « Oui, Homer est rentré à la maison pour la dernière fois, pour ne plus jamais errer. »,

## Postérité

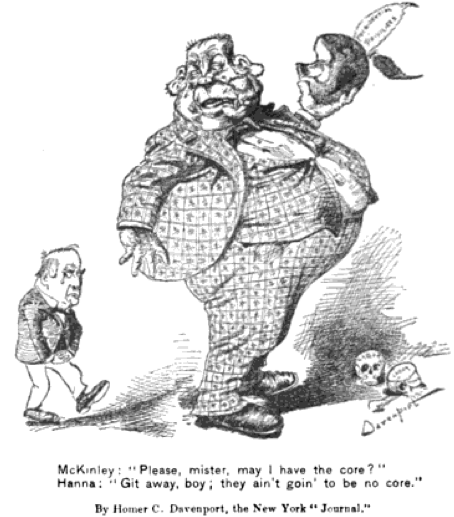
Caricature de William McKinley et Marcus Hanna, ce dernier portant le fameux costume à motifs de dollars et tenant une pomme dans sa main gauche, de laquelle dépasse une affiche de deux mots (illisibles dans la reproduction).

Les caricatures de Davenport ont marqué durablement l'image publique de Marcus Hanna, tant sur la façon dont il est perçu à l'époque que sur la façon dont on se souvient de lui aujourd'hui. Le biographe Herbert Croly considère Hanna comme un « monstre produit par les caricatures puissantes et brutales d'Homer Davenport » et, selon William T. Horner, le portrait d'Hanna qui a résisté à l'épreuve du temps est celui qui le dépeint « côte à côte avec une figure gigantesque représentant les multinationales et un petit William McKinley enfant ».
Il est surtout connu sous le nom de « Dollar Mark », grâce à Davenport et de nombreux autres chroniqueurs qui l'ont représenté comme une personnalité malveillante. Margaret Leech, biographe de McKinley, regrette l'effet qu'ont eu les dessins de Davenport sur l'image de l'ancien président : « La représentation de McKinley comme étant une victime pitoyable a profondément affecté sa réputation. Il est indéniable que l'image de sa soumission absolue envers Hanna survivra longtemps aux mensonges d'Alfred Henry Lewis »,.
Selon les biographes de Davenport, Leland Huot et Alfred Powers, ses chevaux arabes « perpétuent encore sa renommée et davantage que ses caricatures politiques, ce qui fait qu'aujourd'hui, dans quelque dix mille écuries, il est connu pour avoir été un grand homme »,. Aujourd'hui, le terme « CMK », qui signifie Crabbet/Maynesboro/Kellogg, est devenu une étiquette pour des lignées spécifiques de chevaux arabes dites Domestic ou American-bred, qui sont les descendants des chevaux importés du désert ou du Crabbet Park Stud à la fin des années 1800 et au début des années 1900, puis élevés aux États-Unis par divers éleveurs dont la Hamidie Society, Randolph Huntington, Spencer Borden, Homer Davenport, la Maynesboro Stud de Brown, la W. K. Kellogg, la San Simeon Stud de Hearst et le Traveler's Rest Stud de J. M. Dickinson.
La ville de Silverton, en Oregon, rend hommage à Davenport depuis 1980 lors du Homer Davenport Community Festival, qui a lieu chaque année au mois d'août.

## Galerie

Quelques caricatures d'Homer Davenport
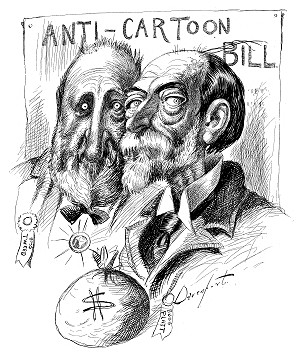
No Honest Man Need Fear Cartoons, 1897. Sous le titre « Anti-Cartoon Bill » sont dépeints William Tweed et le sénateur Thomas C. Platt, deux membres du Tammany Hall[aur 40].
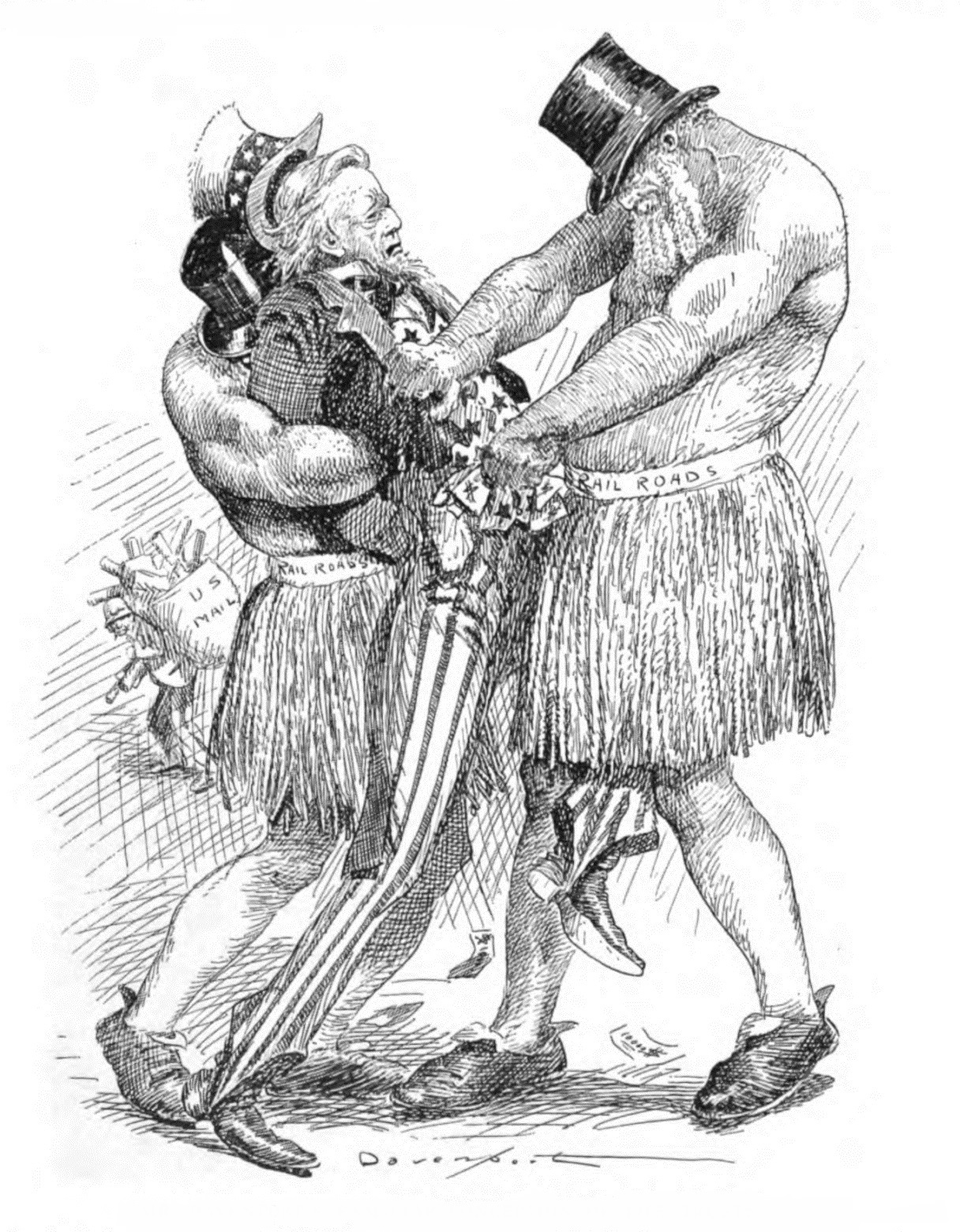
Mr. Davenport's familiar conception of the trusts, vers 1903. Oncle Sam, au centre, est dévalisé par les chemins de fer (les trusts) qui le cernent.
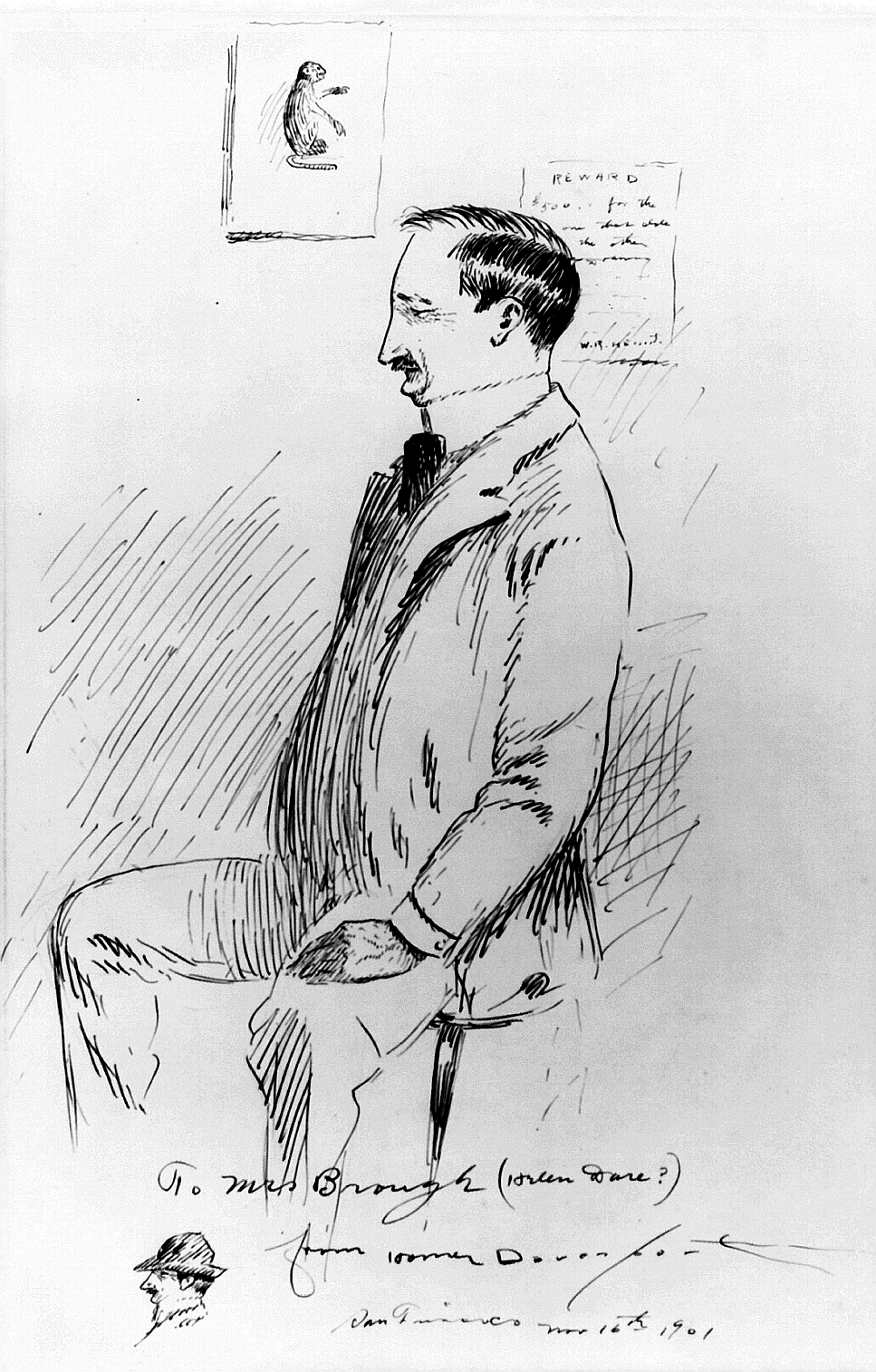
Autoportrait, 1901.
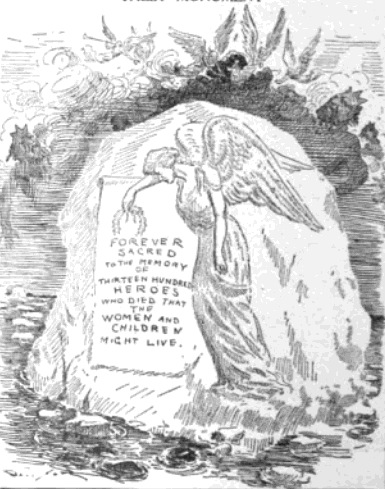
Caricature rendant hommage aux victimes du naufrage du Titanic, publié le 19 avril 1912[aur 41].
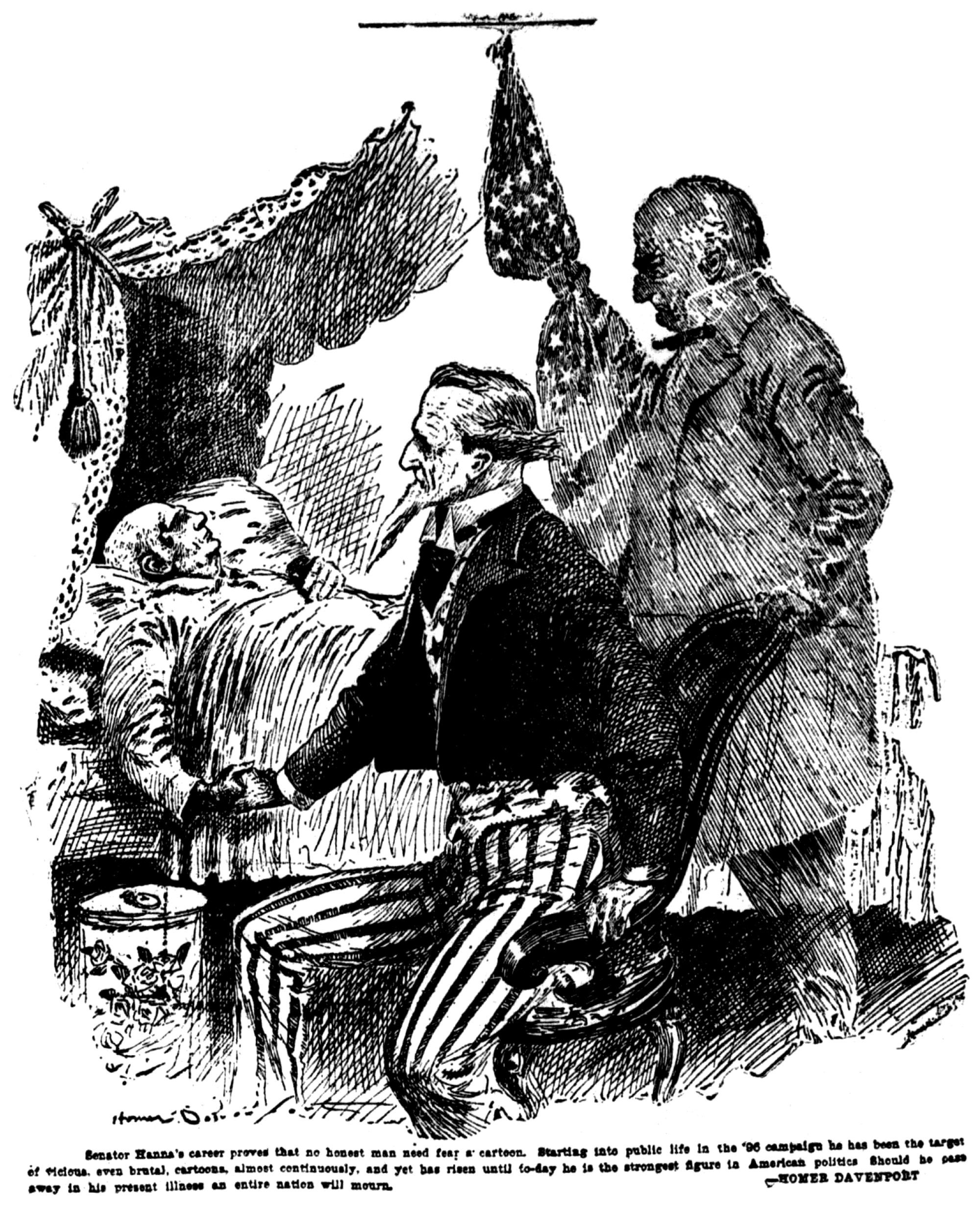
In the Deepening Shadows, 1904. Dans les derniers instants de la vie de Marcus Hanna, Oncle Sam veille sur lui pendant que le fantôme de William McKinley surveille la scène.
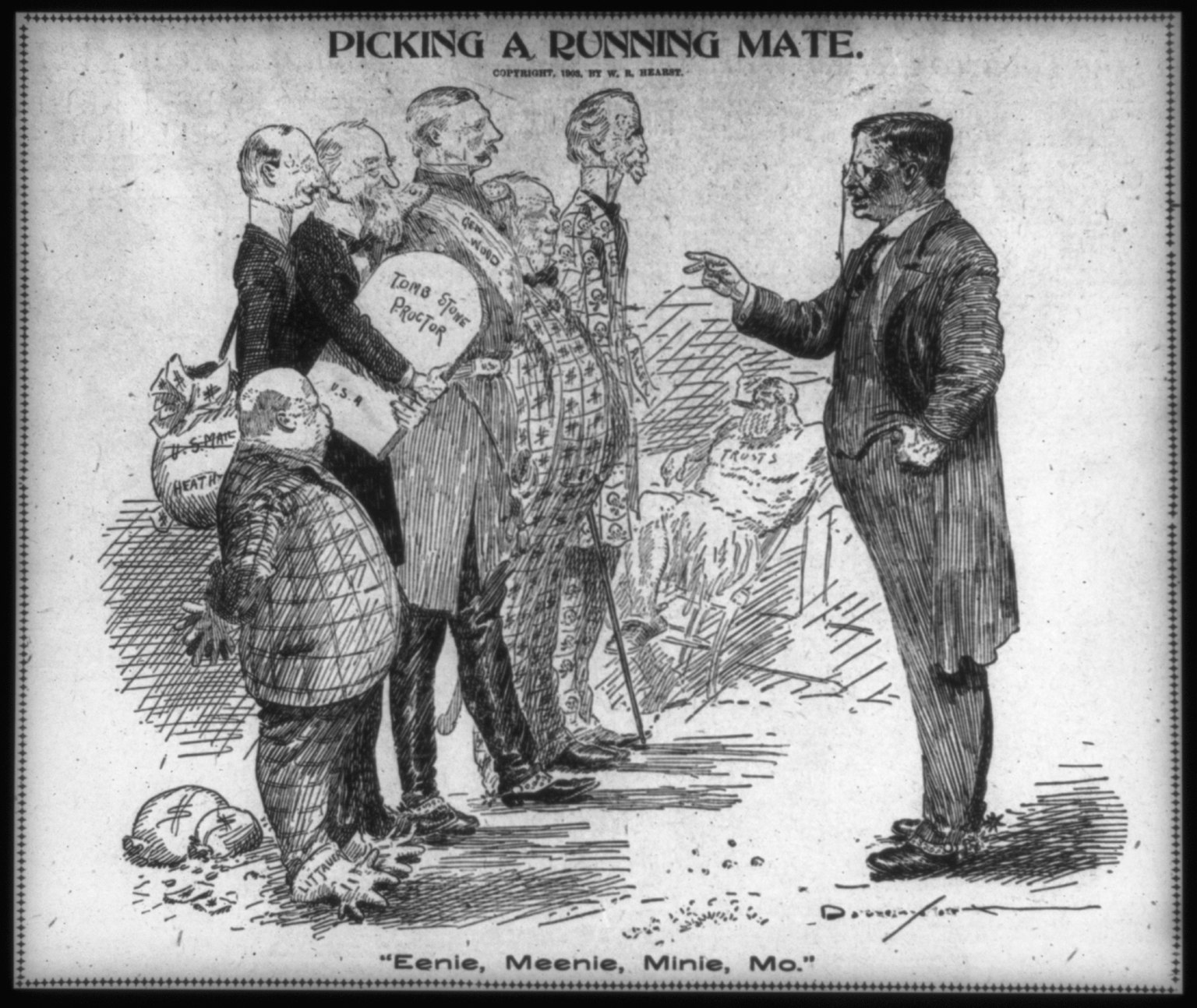
Eenie, meenie, minie, mo, 1905. Le futur président Theodore Roosevelt choisit son co-listier en récitant Eenie, meenie, minie, mo (Am stram gram en français).
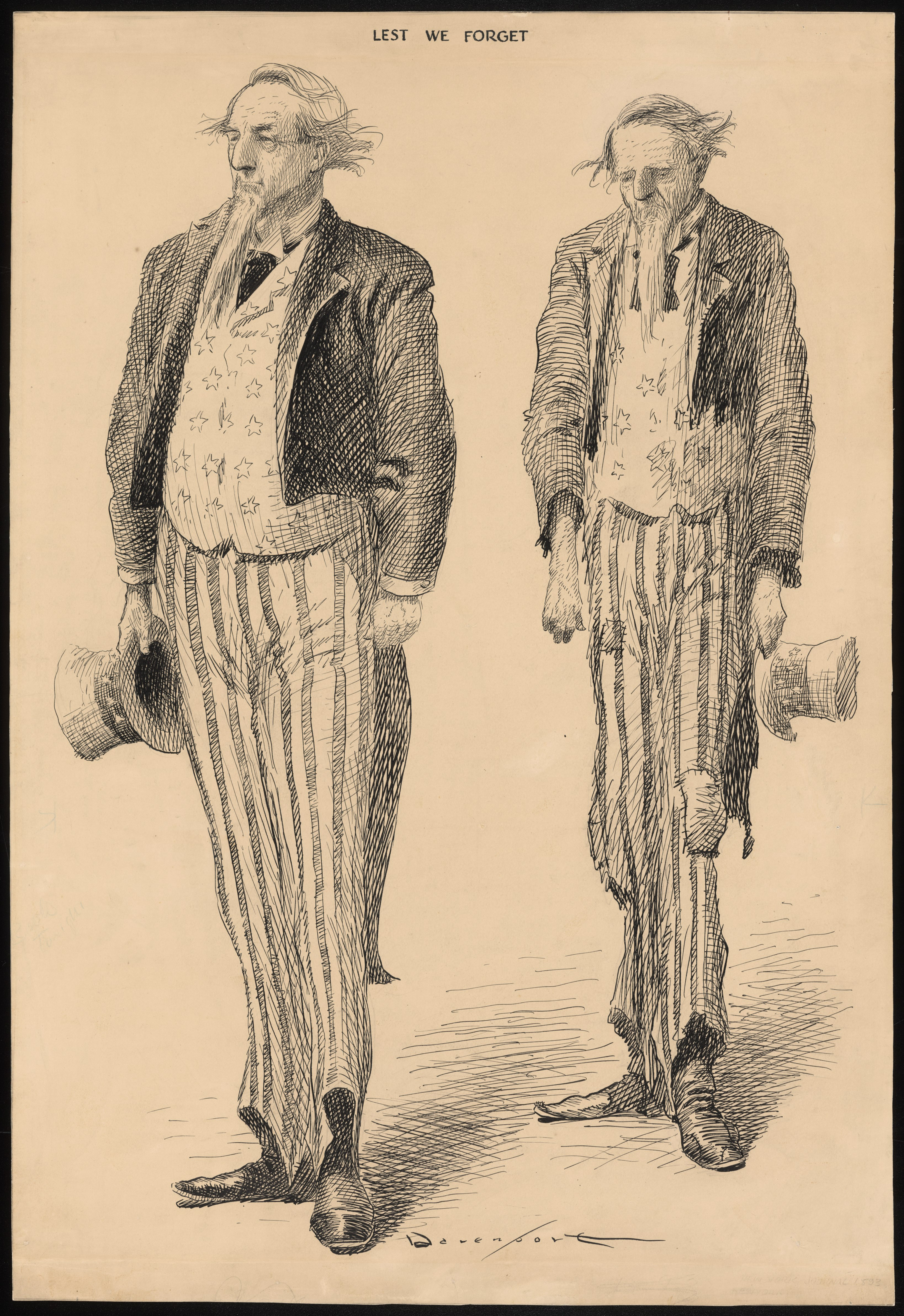
Lest we forget, 1893. L'Oncle Sam apparaît deux fois dans cette caricature, dans une belle tenue et dans une tenue déchirée, Davenport cherchant à souligner le travail de l'amiral George Dewey. Le texte au-dessus se traduit par « Ne les oublions pas ».
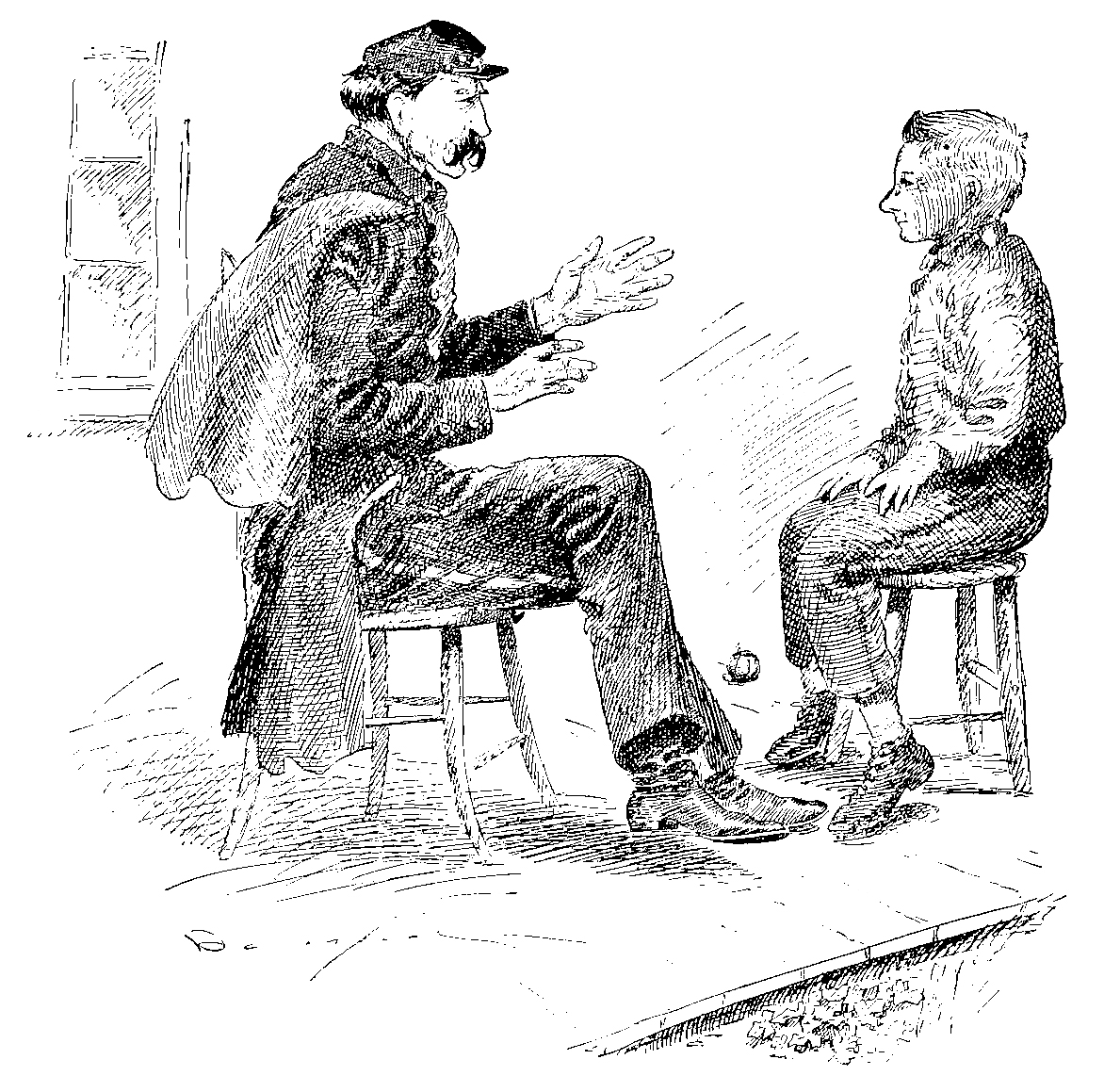
Une des nombreuses caricatures illustrant l'ouvrage America's National Game[107].
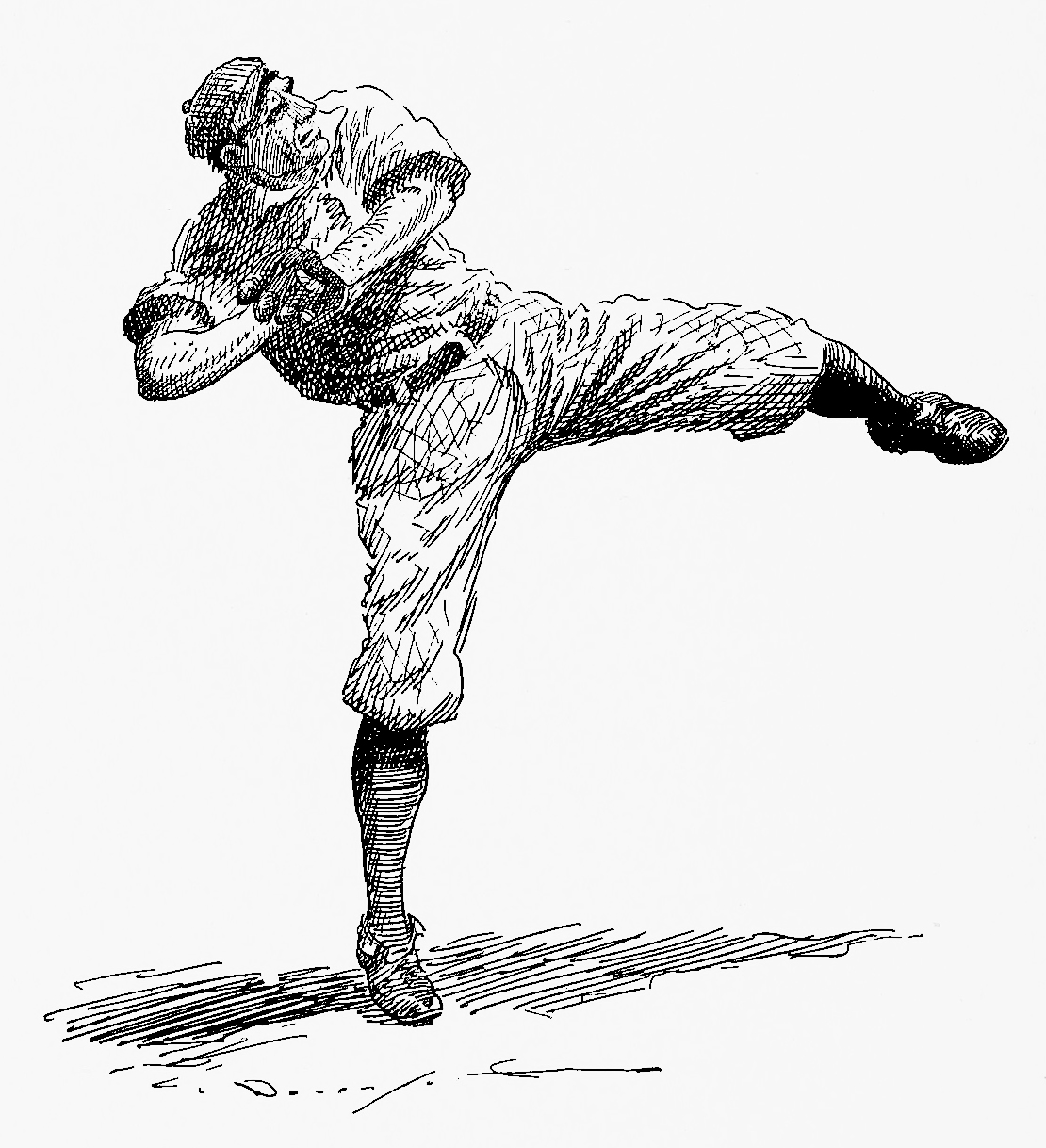
Page 348 d'America's National Game[108].
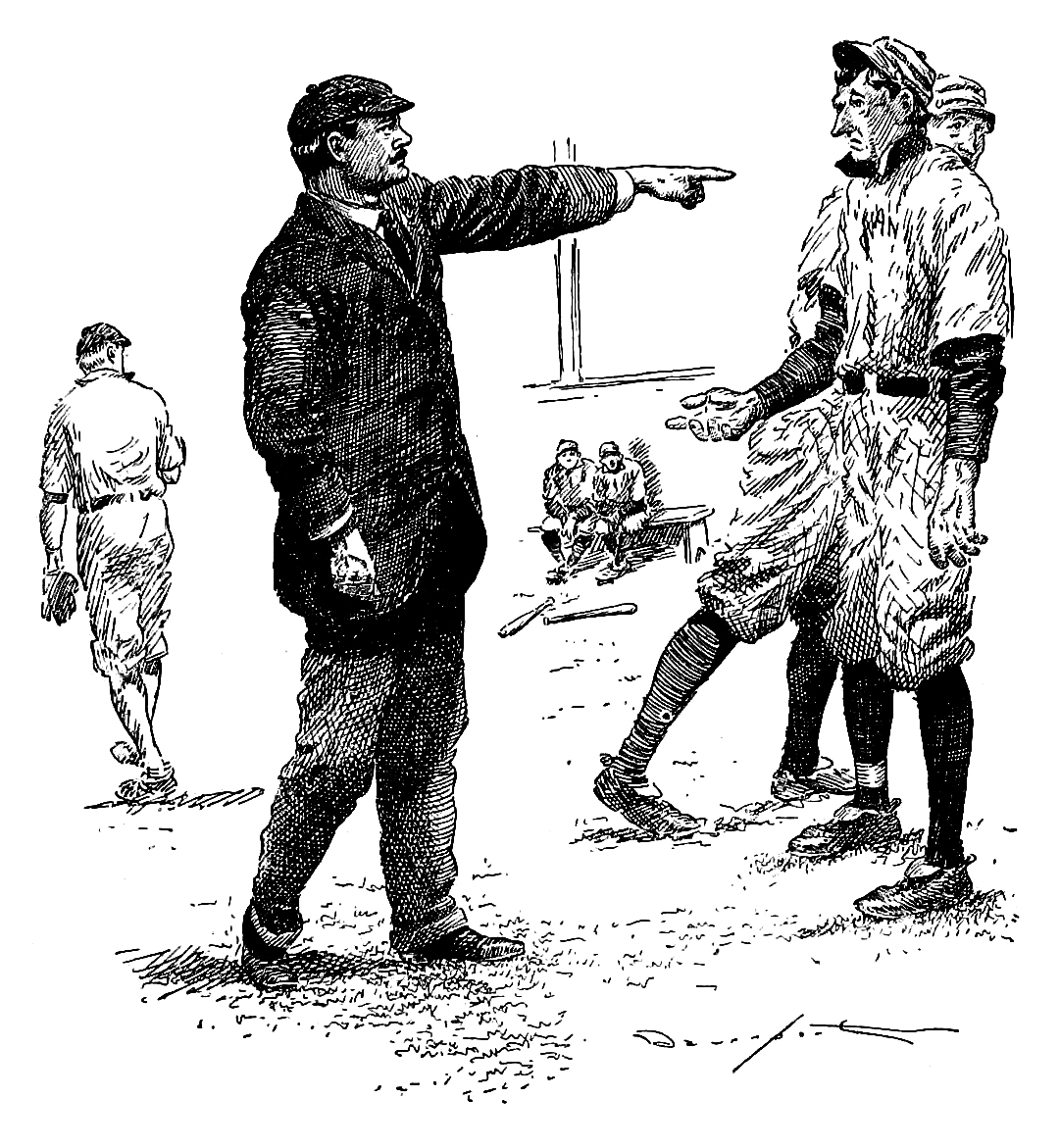
Page 411 d'America's National Game[109].
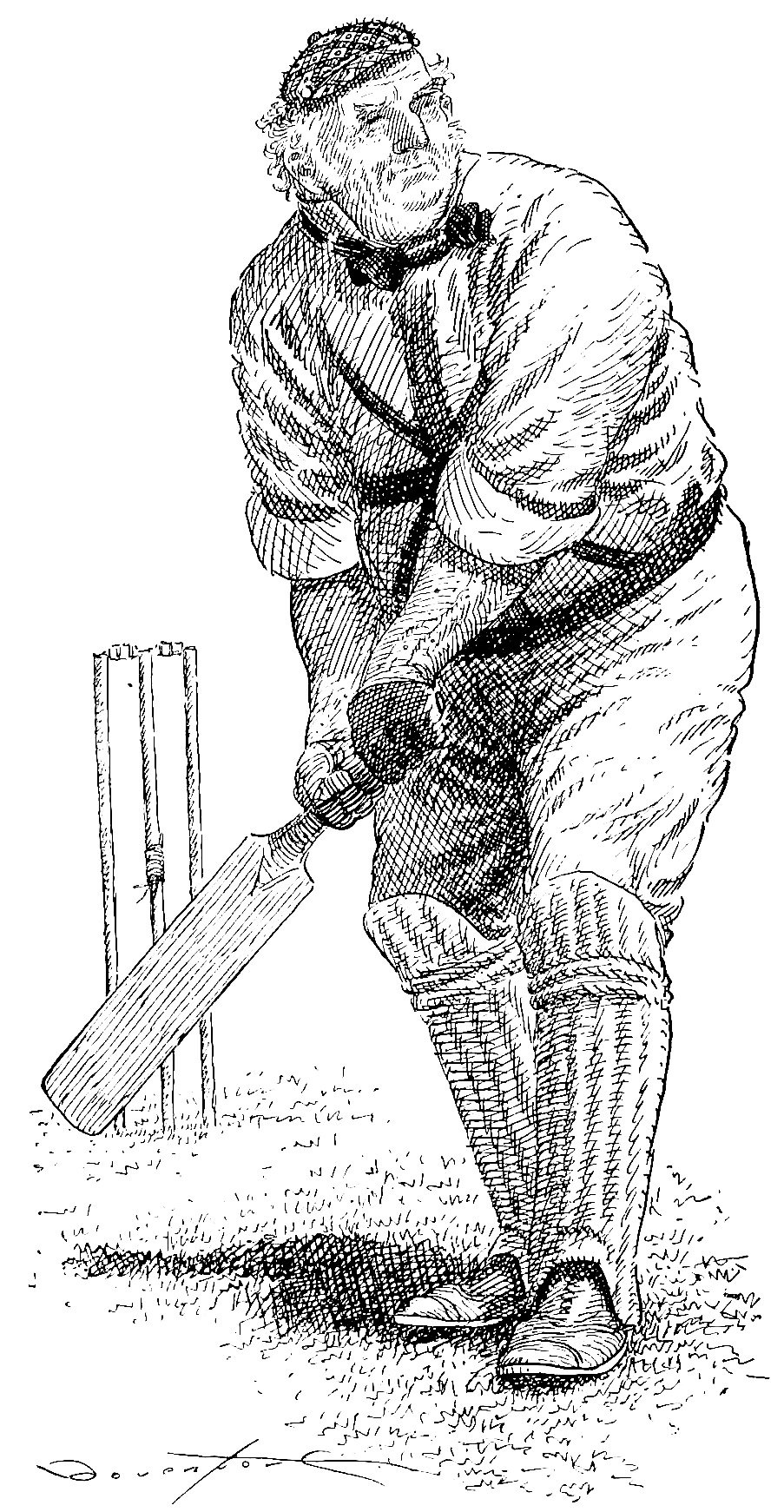
Page 187 d'America's National Game[110].
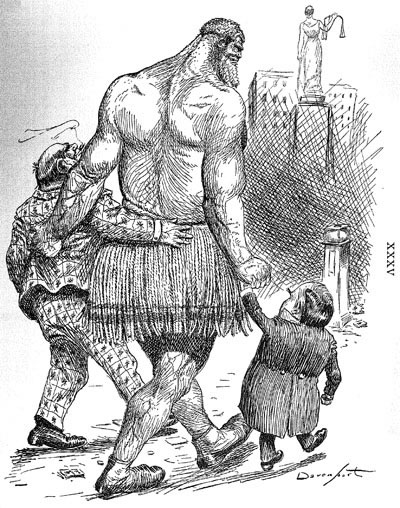
As they go to the polls, 1900. Marcus Hanna, les trusts et William McKinley se rendent au bureau de vote en se tenant les uns près des autres.

## Œuvres
En plus de ses caricatures et cartes postales, Davenport a écrit ou fourni des illustrations pour les ouvrages suivants :
- (en) Cartoons by Homer C. Davenport, CreateSpace Independent Publishing Platform, 21 juin 2016, 98 p. (ISBN 9781534777149)
- (en) The Dollar Or the Man? : The Issue of to Day (Classic Reprint), FB&C Limited, 13 juillet 2017, 108 p. (ISBN 9780259870852)
- (en) Thomas D. Richardson, Wall Street by the Back Door, Wall Street Library Publishing Company, 1901 (lire en ligne)
- (en) My Quest of the Arab Horse, B.W. Dodge, 1909 (lire en ligne)
- (en) The Country Boy, the Story of His Own Early Life (Classic Reprint), Fb&c Limited, 20 janvier 2018, 204 p. (ISBN 9780483477797)
- (en) Albert Goodwill Spalding, America's National Game : Historic Facts Concerning the Beginning, Evolution, Development and Popularity of Base Ball, with Personal Reminiscences of Its Vicissitudes, Its Victories and Its Votaries, American Sports Publishing Company, 1911 (lire en ligne)